# Parque de la Tête d'Or
El Parque de la Tête d'Or es un parque urbano de la ciudad de Lyon, uno de los más grandes de Francia, e incluye un jardín botánico. Obra de los hermanos Eugenio y Denis Bühler, el parque se abrió en 1857, aunque no estaba terminado. Es coetáneo del Central Park de Nueva York, pues fue creado el mismo año. A lo largo del tiempo, ha sido enriquecido con muchos edificios, como los grandes invernaderos de 1865, el velódromo, la cabaña del guardia y la casa de campo de 1894, el vallado de 1896, los invernaderos de colección de 1899, el monumento a los muertos de la Isla de los Cisnes de entre 1914 y 1930 o incluso la nueva Rosaleda de entre 1961 y 1964. Actualmente el parque está gestionado por la ciudad de Lyon y es el verdadero pulmón de la ciudad. Dispone de 117 hectáreas en una gran extensión natural en el corazón de la ciudad. Podemos acceder a él por ocho entradas, la última se inauguró en 2009, a la altura de la explanada de la Cité Internationale. En el parque se organizan multitud de eventos, como películas, teatros, exposiciones, que hacen de este lugar un sitio único para la cultura lyonesa.

## Historia
En 1530, los terrenos que constituyen el actual parque eran propiedad de la familia Lambert, y ya el lugar se llamaba "cabeza de oro". En 1662, una parte de los archivos menciona el dominio del llamado Grange Lambert, posesión del Hôtel Dieu heredero universal de Catherine Lambert. El nombre de "Cabeza de Oro" proviene de una leyenda según la cual un tesoro con una cabeza en oro de Cristo está enterrado allí. El dominio era entonces una zona inundable constituida por solitarios, brazos muertos del Ródano, y de Brotteaux (pantanos de Lyon). Estos permanecerán ahí hasta la creación del parque.

### La génesis de un parque urbano
A partir de 1812 se pone en proyecto un parque urbano en Lyon. Varios lugares son considerados para llevar a cabo este proyecto, como la Presqu'île o la colina de Fourvière, y finalmente son seleccionados los terrenos pertenecientes en gran parte a los Hospices Civils de Lyon. En 1845, el arquitecto Gustave Bonnet presenta, en el marco del embellecimiento de la Guillotière, un proyecto de parque urbano en el lugar del parque actual : "Para satisfacer las necesidades urgentes de una gran población, he transformado el terreno aluvial y las malezas de la Tête d'Or en un bosque plantado como el del "Bois de Boulogne". 
Esta idea se abrirá paso ya que el prefecto (y alcalde de 1853 a 1864) Claude-Marius Vaïsse, que quiere crear un parque para "dar la naturaleza a aquellos que no la tienen", la reanuda del principio.  En 1856, el terreno fue comprado en los Hospices Civils de Lyon. Los trabajos del parque empiezan a partir de 1856, bajo la dirección de los paisajistas suizos Denis y Eugene Bühler y el ingeniero Gustave Bonete y duran cinco años. 
El parque fue abierto en el año 1857, aunque todavía en ese momento no había concluido todo el trabajo. El parque se encuentra al norte del barrio de Brotteaux y limita con el río Ródano. Un dique fue construido, entre otros, con la tierra de la excavación del lago, permitiendo hacer no inundables grandes zonas de terrenos, transformados en parque.

### Un nuevo parque urbano

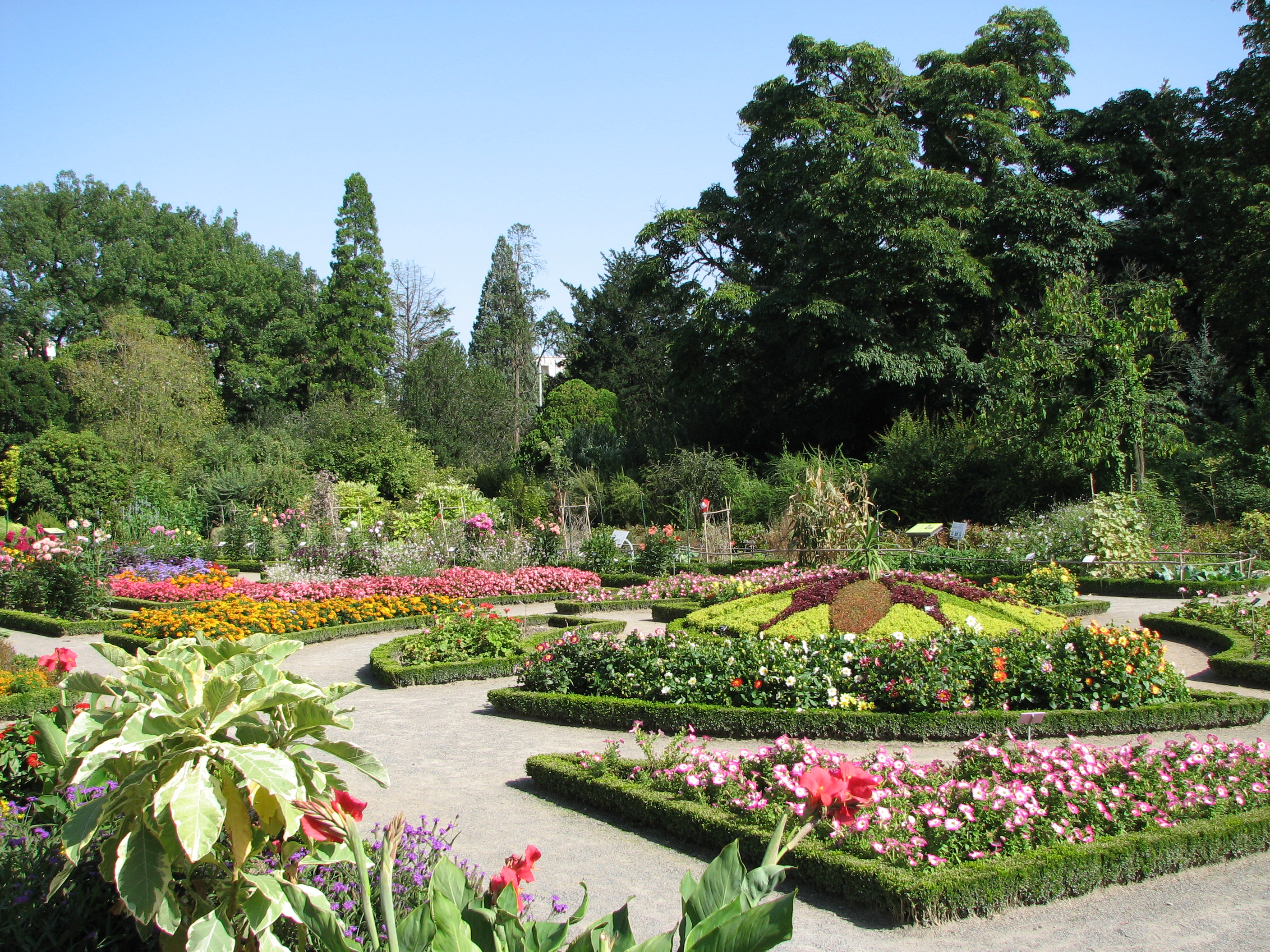
Parque de la Tête d'Or

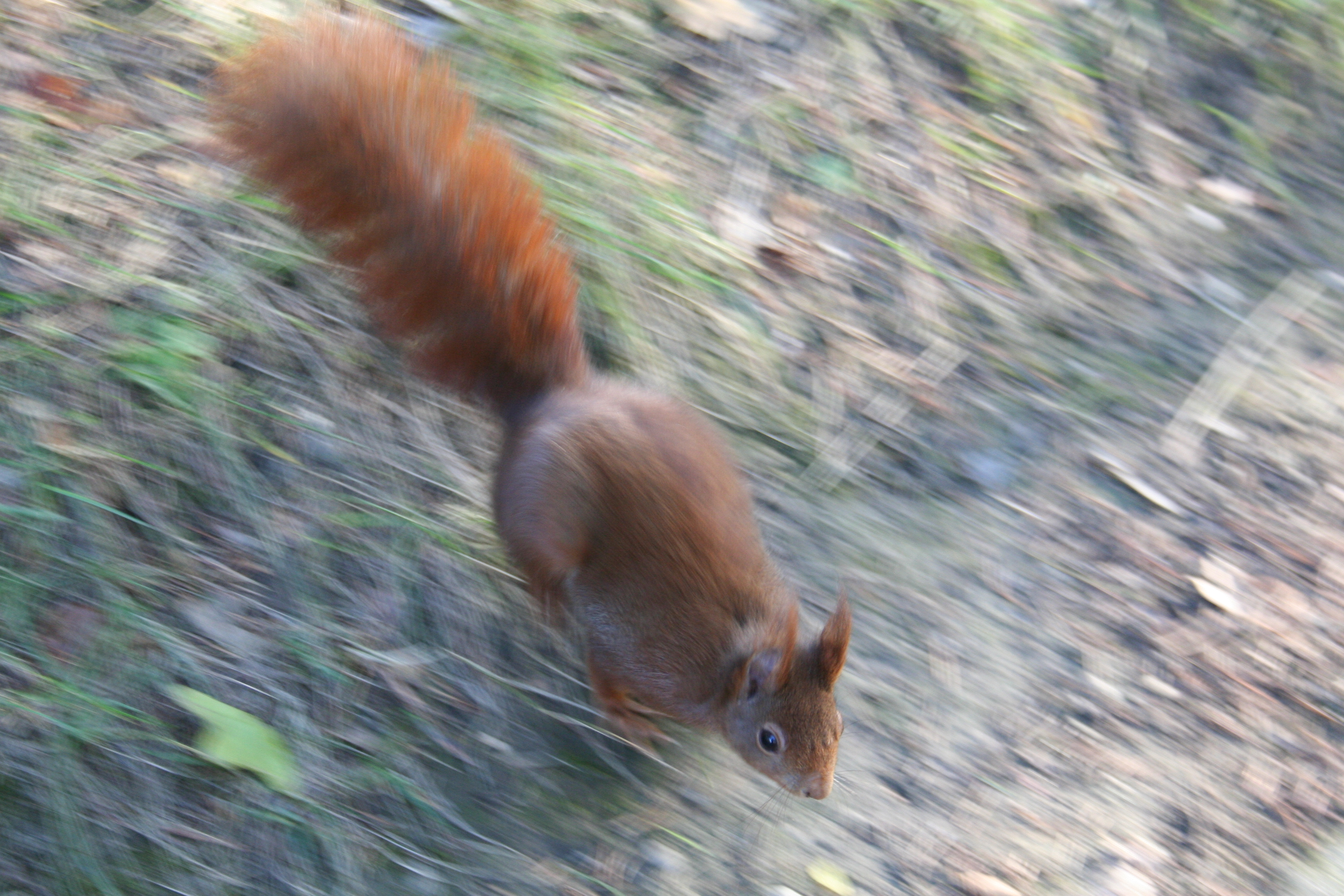
La vida salvaje se manifiesta todavía de manera significativa, como por ejemplo la ardilla roja presente en el parque.

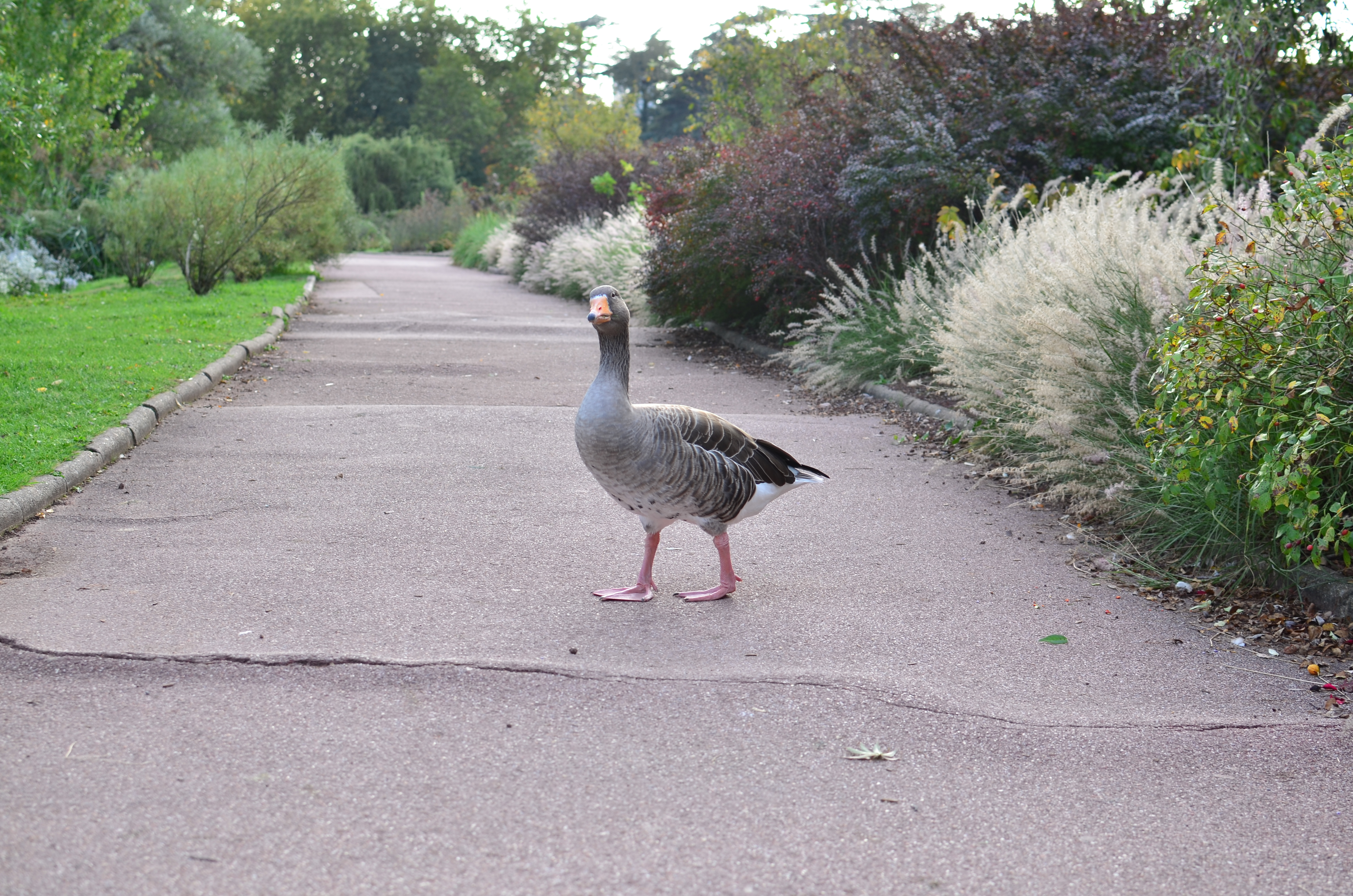
Una oca en libertad rodeando un camino del parque

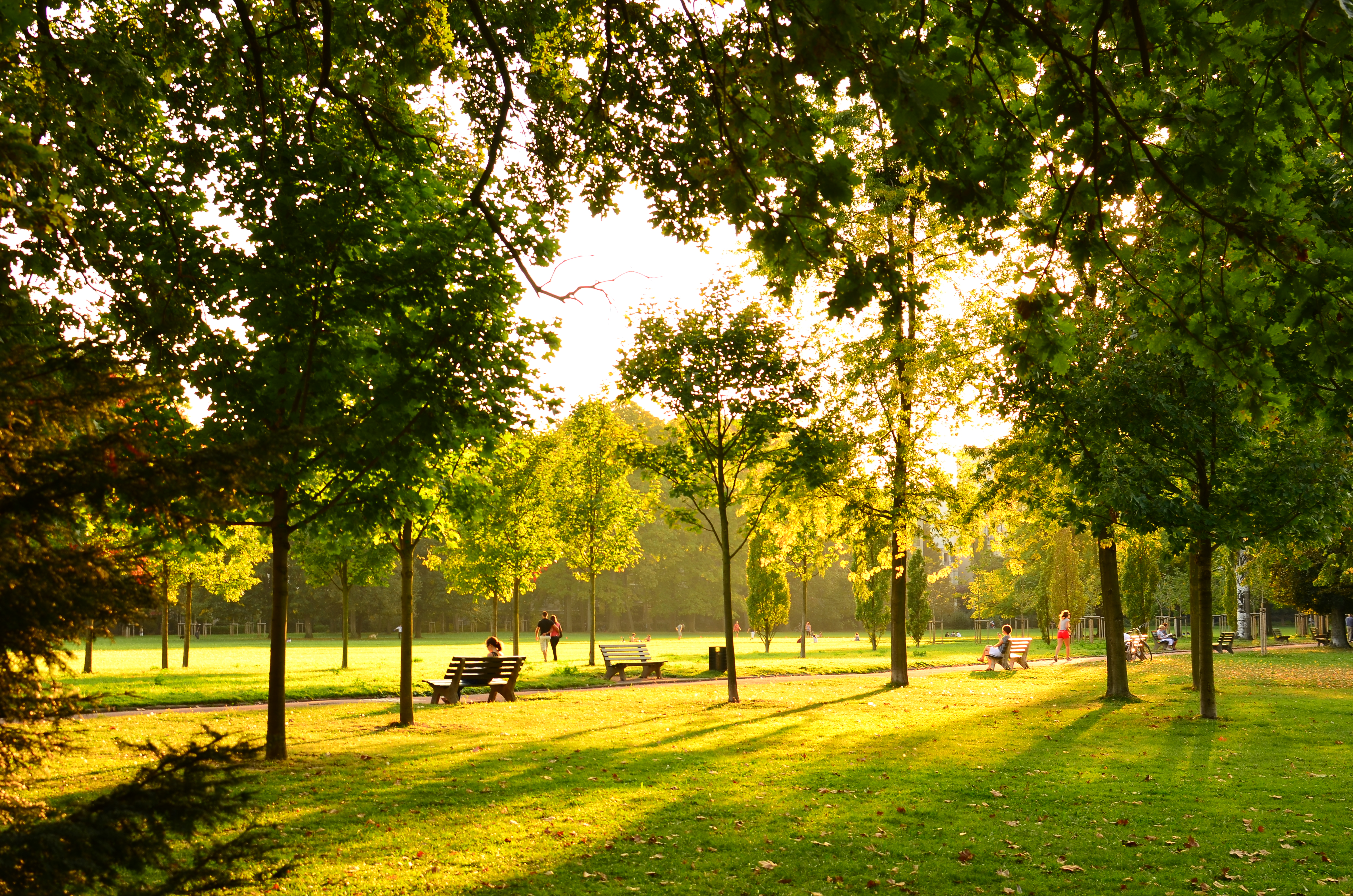
Vista desde el césped de la cúpula

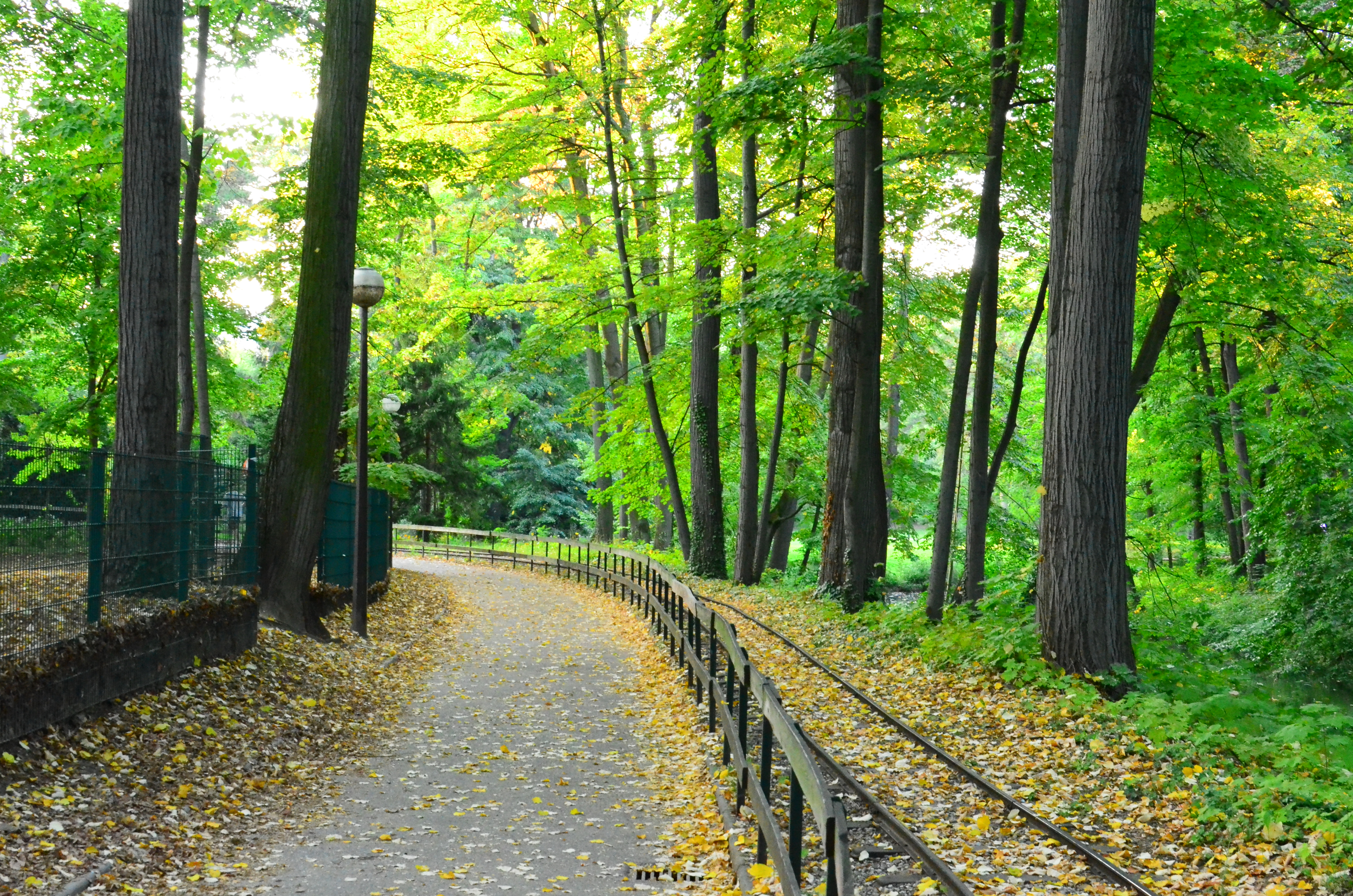
Camino de entrada Belle Vue

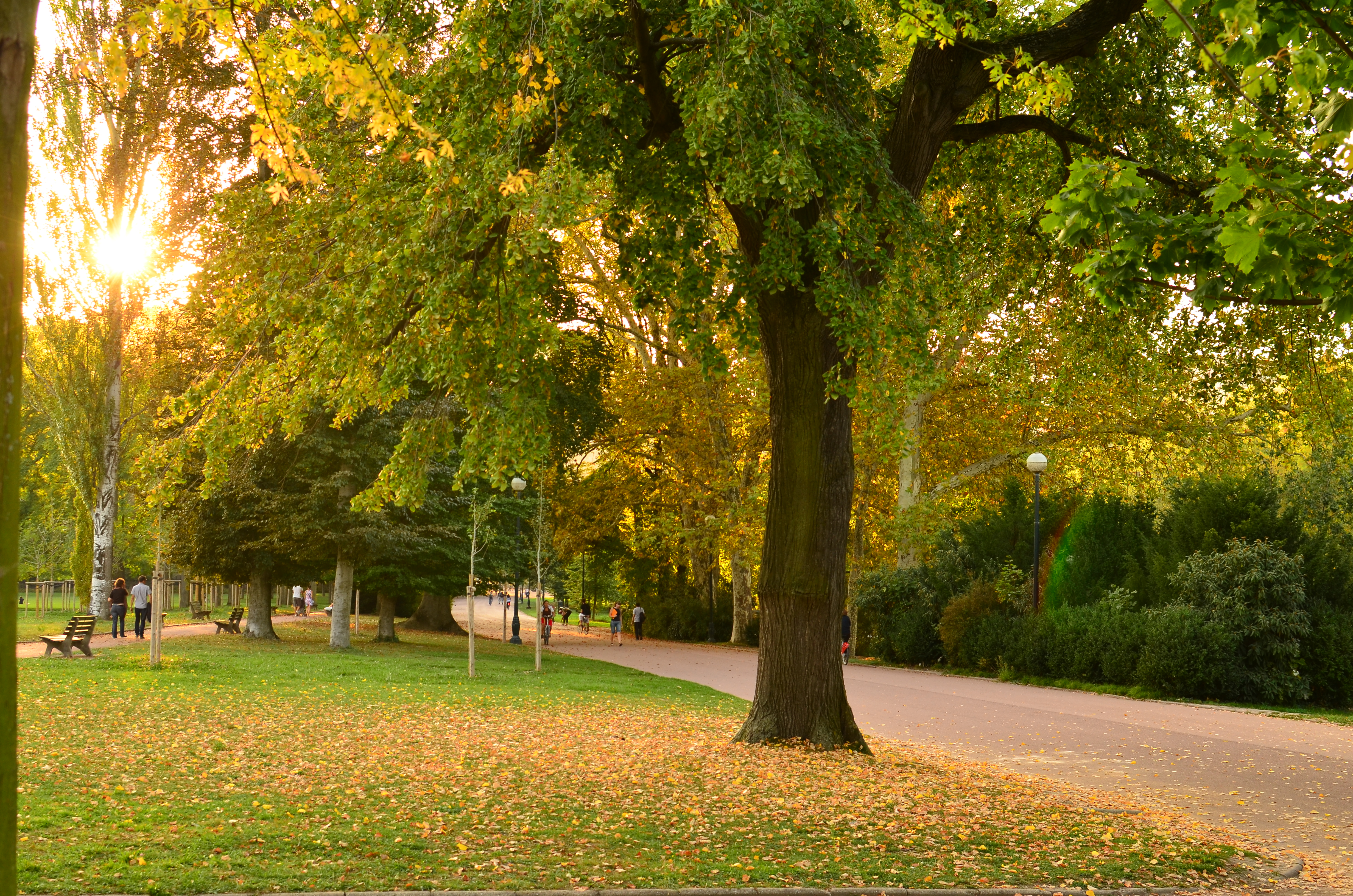
Camino del Grand-Camp

- 1857: en un principio, el Jardín Botánico de Lyon es el resultado de un decreto en 1794 de la Convención Nacional que obliga la creación de las Escuelas Centrales para las ciudades con más de 300.000 habitantes. Estas escuelas deben enseñar las ciencias, las humanidades y las artes. Estas deberán ir acompañadas de un gabinete de historia natural y un jardín botánico. Así, Jean-Emmanuel Gilibert, entonces alcalde de Lyon, hace cumplir el decreto en su ciudad, y crea el Jardín de las plantas en las laderas de la Croix-Rousse. Terminado en 1804, en el cercado del Convento de la Desierta, el jardín botánico demasiado estrecho se traslada al parque en 1857. Este es entonces enriquecido con más de 4000 plantas. El jardín se encuentra al este del parque para no poner en compromiso las perspectivas del parque y romper el efecto producido por la amplia zona de césped central, al sur del lago. Se habilita un terreno para el cultivo experimental, para las gramíneas, los árboles frutales y las plantas medicinales. Hoy repartidas en siete hectáreas, las colecciones del jardín botánico son tan ricas como la del Museo Nacional de Historia Natural en París. A principios del siglo XIX, se llevaron a cabo excavaciones para encontrar el tesoro de la cabeza de oro. Las investigaciones no cesaron hasta 1860, y no se encontró ningún tesoro.
- 1859: el invernadero de naranjas fue desplazado del Jardín de las plantas a las laderas de la Croix-Rousse en el nuevo parque.
- 1861: creación de una actividad náutica en el lago. A partir de este año, el parque cuenta con espacios dedicados a la presentación de los animales. El plan de los hermanos Bühler ofrece referencias originales como la de un parque con ovejas, corral de gallinas y un pasto de la vaca. Poco a poco, se crea un parque zoológico, con la llegada de animales exóticos, la construcción y posterior renovación de las instalaciones adaptadas, inaugurado en octubre de 2006.
- 1865: construcción de grandes invernaderos y del invernadero de pitas por el arquitecto Gustave Bonete.
- 1867: el plan acuarela del parque se presenta en la Exposición de París.
- 1877 a 1880: reconstrucción de grandes invernaderos.
- 1881: edificación del monumento de los Legionarios.
- 1887: construcción del invernadero Victoria, destruido en 1980.
- 1894: la Exposición universal internacional y Colonial se lleva a cabo en el Parc de la Tête d'Or. Por la ley de 28 de agosto de 1884, los fuertes de la Tête d'Or y de los Charpennes son arrasadas por la creación del boulevard del Norte, hoy Boulevard de los Belgas. La cabina de los guardias, la casa de campo y el velódromo se construyen. Este año, la parte de Villeurbanne del parque de la Tête d'Or fue anexada por la ciudad de Lyon: el parque permanece un largo tiempo compartido entre Lyon y Villeurbanne, la frontera entre los dos municipios atraviesan del parque de lado a lado. Las disputas y rivalidades eran incesantes entre los dos municipios a propósito de los gastos e ingresos del parque. Fue Jean Casimir-Perier, presidente de la Tercera República (27 de junio de 1894 hasta 15 de enero de 1895), quien promulga el 17 de diciembre de 1894, la ley que declara la anexión al distrito 6 de Lyon, la parte del parque situada en el territorio de Villeurbanne.
- 1896 a 1898: la ciudad quiere hacer una valla para proteger el parque e impedir que los estafadores introduzcan mercancía oculta por las cortinas vegetales ya que el parque se sitúa en el límite de la concesión.  El 5 de noviembre de 1896 se decide construir la valla compuesta de un muro de hormigón coronada por una puerta de hierro. Una fuerte oposición nace en contra de la idea de una valla. La obra termina con la instalación de rejas en las tres entradas: puerta de la Tête d'Or, puerta de Montgolfier y la entrada principal de los Legionarios, ahora puerta des Enfants du Rhône. Esta última es el tema de un concurso lanzado en 1898, ganado por Charles Meysson. La puerta es realizada por la empresa lyonesa Jean Bernard. Midiendo treinta y dos metros de longitud, la reja tiene dos torres de piedra de Villeboy. La puerta central mide once metros. Todo el conjunto de la puerta pesa once toneladas.
- 1899: construcción de invernaderos de colecciones, de cultivos y de palmeras.
- 1901: Construcción de los pabellones de la puerta de la Tête d'Or.
- 1904: construcción de la vaquería por el arquitecto Tony Garnier. Esta se desplazará a Cibeins en 1914.
- 1913: construcción de un muelle en el lago.
- 1917: inauguración de las nuevas jaulas de leones.
- 1932: el túnel que conecta la isla de los cisnes a la ribera fue inaugurado.
- 1961 a 1964: creación del nuevo jardín de rosas.
- 1964: creación de la zona de los elefantes.
- 1968: construcción del pabellón de las jirafas. Ahora vacía después de la mudanza de las jirafas a su nuevo recinto, en las llanuras africanas.
- 1981: 2 de diciembre, una camada excepcional de 25 anacondas nació en el parque.
- 1984: el 11 de abril una leona llamada Sonia obliga, tras una discusión, a su compañero Sultan a tirarse al agua en la piscina de su recinto. Durante dos horas, Sultan trata de regresar a la orilla por las escaleras previstas para este propósito, pero Sonia se lo impide. Sultan murió ahogado.
- 1989: creación del Espacio de los Derechos Humanos del hombre en la parte norte del parque: los monolitos verticales que componen el texto de la declaración.
- 1991: proyecto de la habilitación de una nueva entrada frente a la Cité Internationale de Lyon. Esta es realizada 10 años más tarde, cerca de la cueva de roca del río "fuente" del lago. (El que desemboca en el Puente Suiza).
- 1995: el 27 de septiembre, un tigre se escapó de su jaula. El parque fue evacuado, la fiera fue encontrada escondida en un arbusto, probablemente asustada por la multitud.
- 2000 (de -): la recuperación del arboreto en todo el parque, tala de muchos árboles viejos que no habían sido reemplazados en la continuidad del tiempo y que se había convertido en peligrosos.
- 2006 a 2007: creación de la llanura africana en el zoológico.
- 2011: la reconstrucción de todos los edículos sanitarios en una arquitectura moderna de "madera y hormigón", cuyo edículo particular de tratamiento ecológico de vuelta a la naturaleza de los excrementos.

## Plano
El parque fue modelado a la inglesa, con grandes áreas verdes y terreno ondulado. Tiene una forma triangular. Está bordeado por un dique que lo separa del Ródano con un paseo por el Parque de la Tête d'Or que se une con el jardín del Amphitheatre sala 3000 del Palacio de Congresos de Lyon otra caminata a lo largo del Ródano. La parte este del parque de la Tête d'Or está bordeado por la vía de hierro del ferrocarril, realzada histórica, entre Lyon - Ginebra que lleva a la estación de Brotteaux.
El parque está bordeado al sur por las villas "chic" del Boulevard de los Belgas las cuales todas tienen servidumbre de acceso al fondo por el su jardín al parque por pequeñas portillas de cercado.
Un pequeño valle boscoso alpino, un mirador, un lago central, una amplia zona de césped, un pequeño bosque, jardines educativos (jardín botánico, jardín zoológico) y áreas de juego estructuran el parque. El parque también contiene cuatro jardines de rosas, un gran invernadero con flores más pequeñas y un velódromo.

### Lago

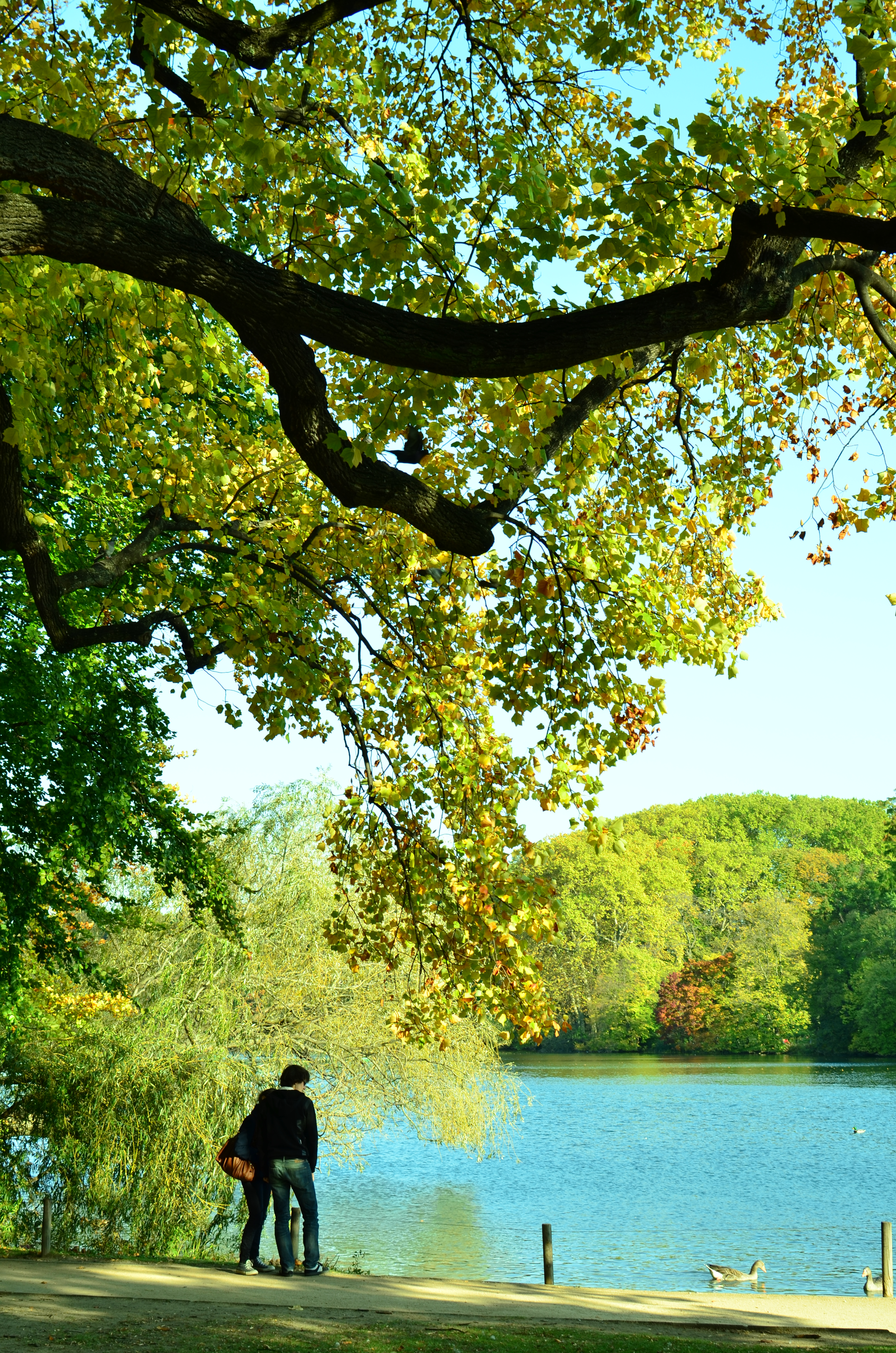
Al borde del lago

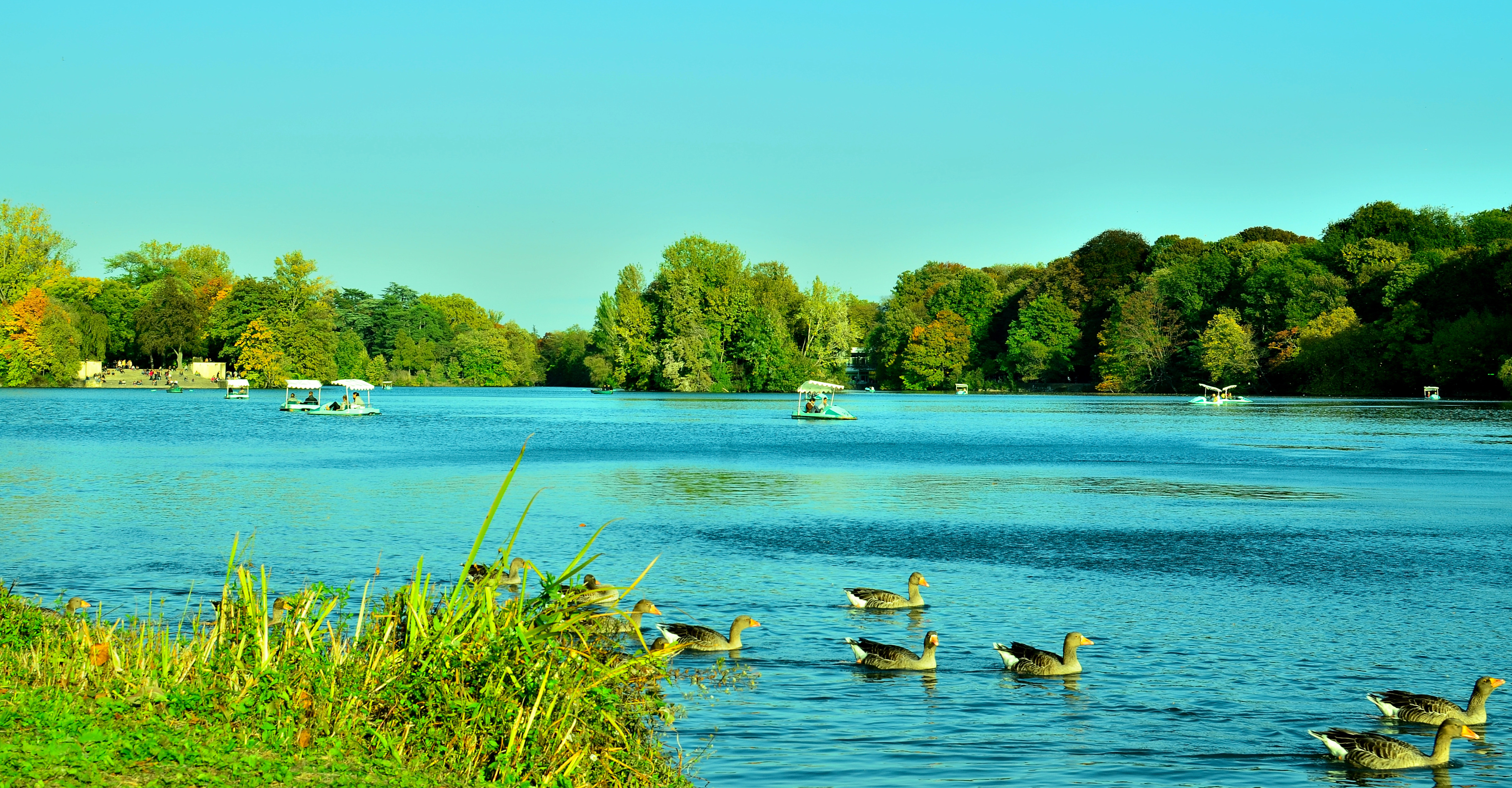
Ambiente sereno a orillas del lago: caminantes en el fondo en la Isla del Recuerdo, botes a pedal y gansos grises.

Un lago de dieciséis hectáreas se encuentra en el parque. Actualmente recibe su agua por una extracción del Ródano. En la parte norte del lago emergen dos islas de árboles, la isla de Tamaris, solo accesible por barco, y la isla de los recuerdos sobre la que se erigió un monumento en forma de cuadrilátero. 
Anteriormente conocida como la isla de los Cisnes, se transformó bajo los planos del arquitecto lionés Tony Garnier y el escultor Jean-Baptiste Larrivé gran premio de Roma en 1904, en honor a los soldados que murieron en combate. Los nombres de los soldados están grabados en los lados exteriores de las paredes. Estos grabados fueron renovados después de 2003. Un pasillo subterráneo permite el acceso a la isla, la escalera que conduce a la isla está sumergida literalmente en el lago.
En las inmediaciones del lago hay otras dos "islas" que no forman parte del lago. La exótica y pintoresca isla de Gandhi y sus pasarelas. Una isla sin nombre formada por el boscoso velódromo y su Belvedere: un brazo de agua hace que sea transitable por un lado por un puente de roca, por el otro lado por el Puente Suizo - Puente cubierto histórico remarcable.

### Parque zoológico
El jardín zoológico fue creado al mismo tiempo que el parque. Al principio, era una granja para los propósitos educativos siguiendo las directrices proporcionadas por el Estado, con un poco de la fauna local, pero poco a poco, las instalaciones se multiplican para dar cabida a los nuevos residentes y el parque se convierte en un verdadero zoológico.
El zoológico es ahora el hogar de los animales de todo el mundo. Se extiende por más de 6 hectáreas. Una colaboración científica lo une desde hace mucho tiempo a la Escuela Nacional Veterinaria de Lyon.
En octubre de 2006, para la reestructuración completa del zoológico, el parque inauguró "La Plaine Africaine", donde paisajistas y arquitectos han respetado la visibilidad exigida por el público con respecto a los animales fundiendo el cercado con la decoración. Es un espacio donde 130 animales diferentes - algunos pertenecientes a especies raras y protegidas - conviven libremente en 2,5 hectáreas.
Algunos detalles del "zoológico".

Detalles
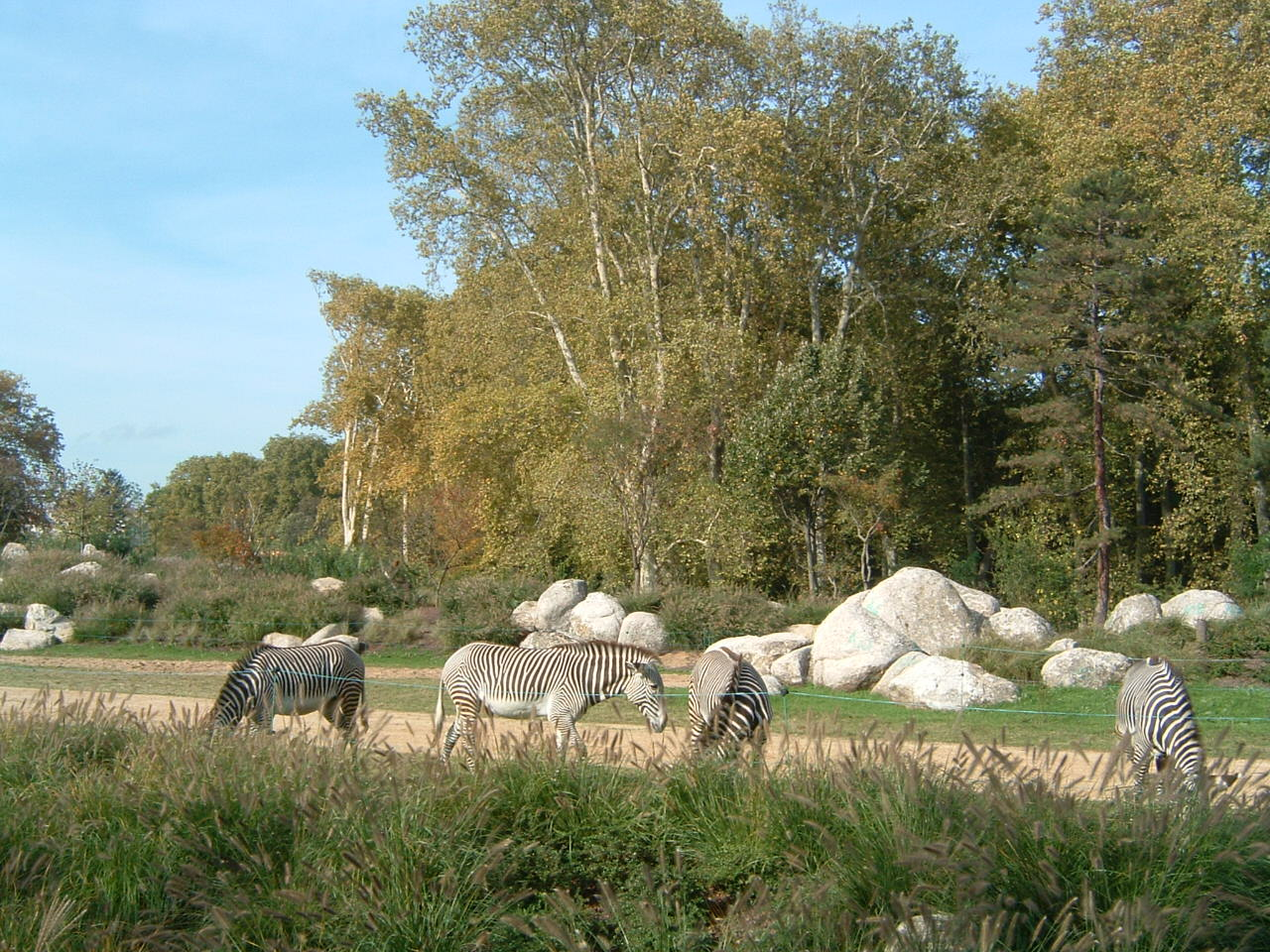
Cebras en las llanuras africanas
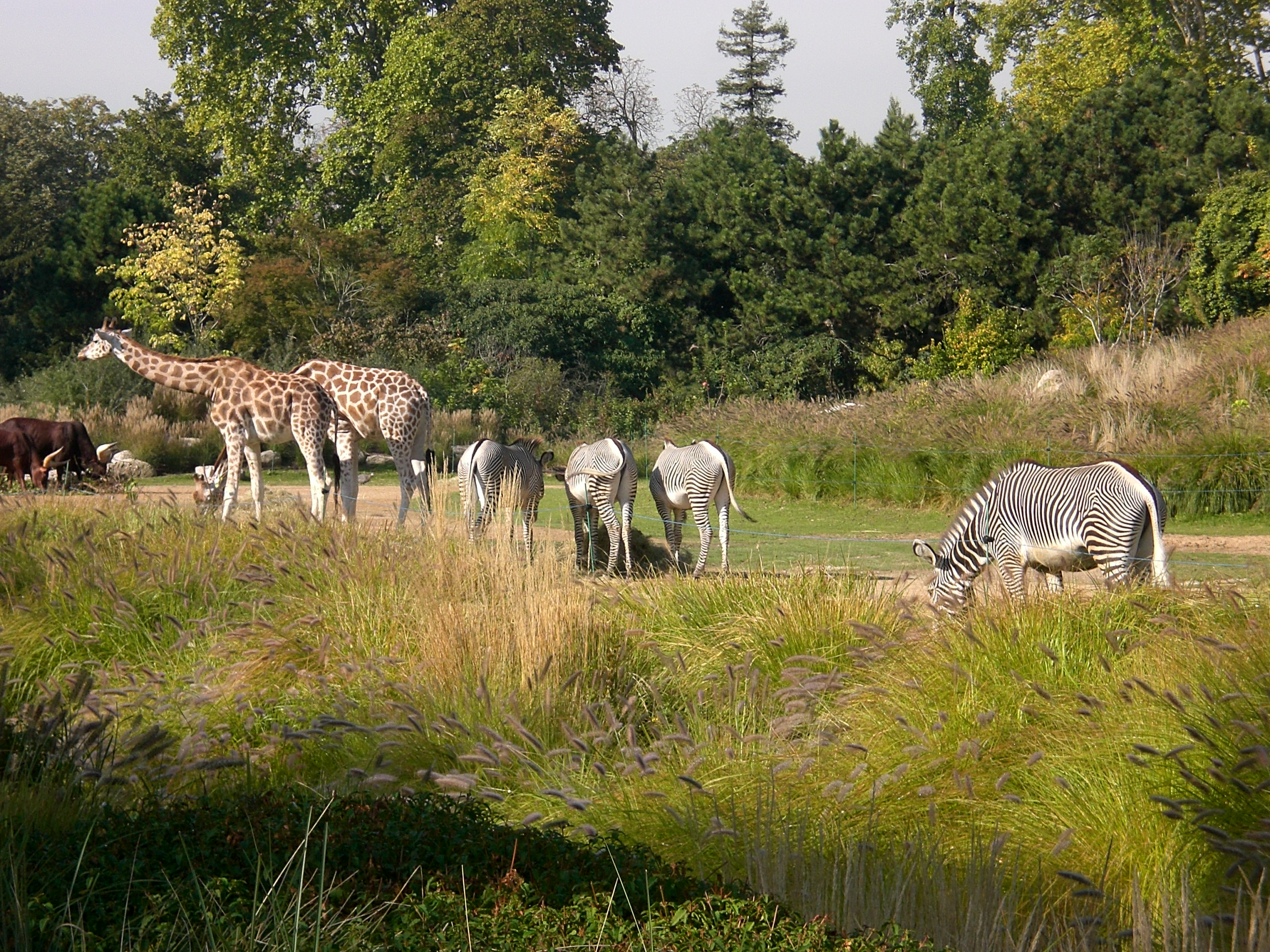
Cebras, jirafas y watusi
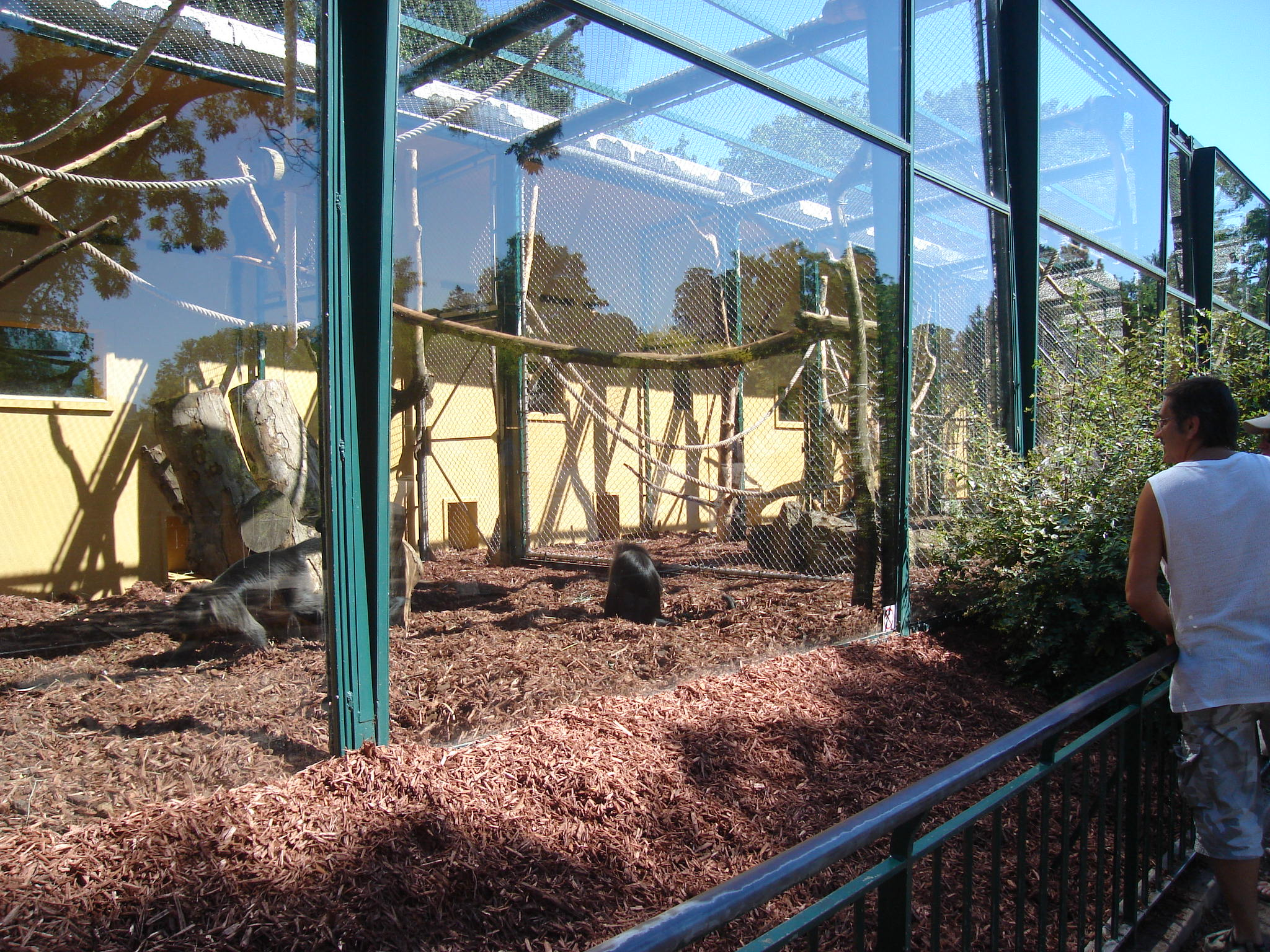
Parque de la Tête d'Or, los monos encerrados
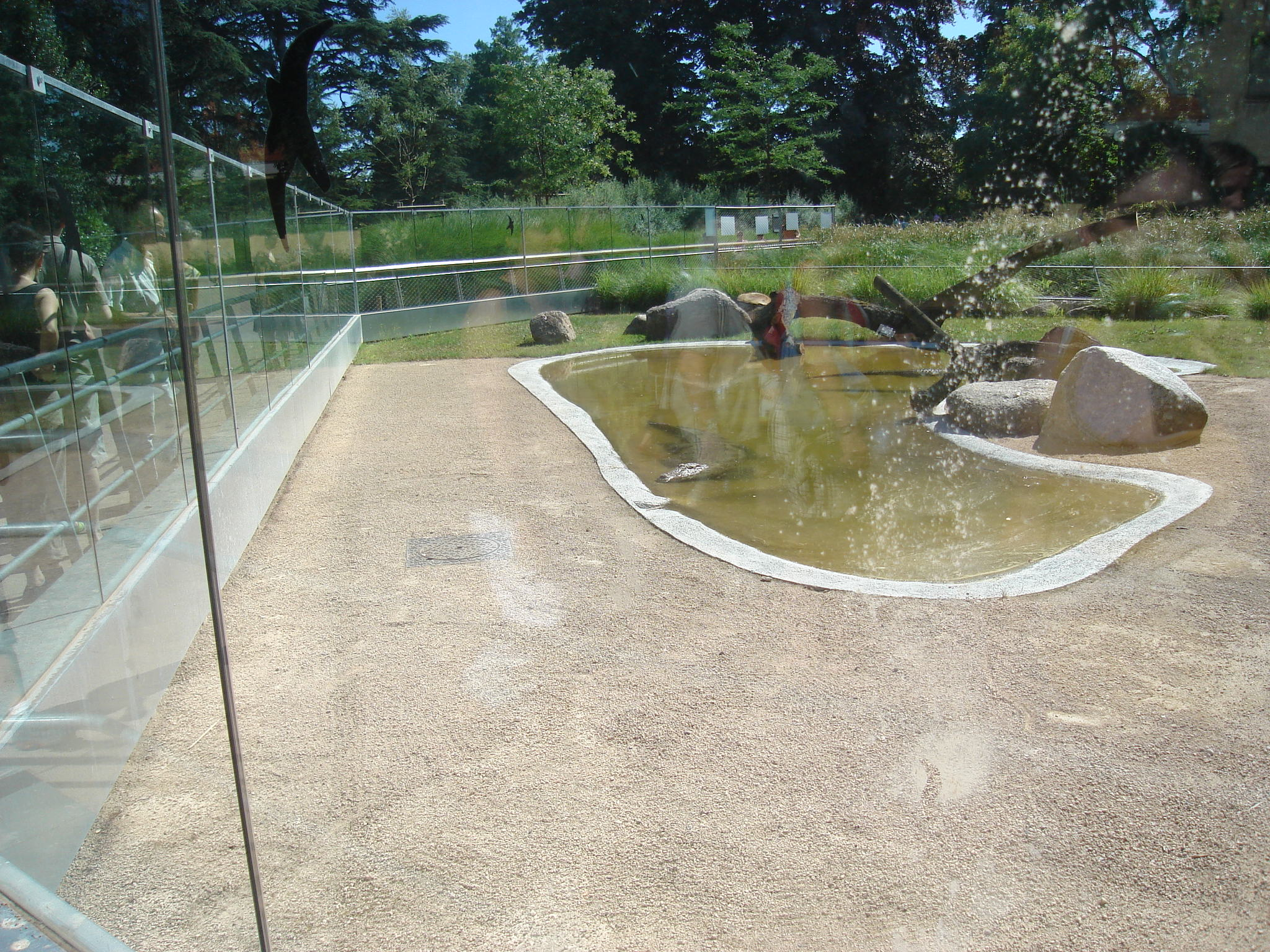
Parque de la Tête d'Or, cocodrilos
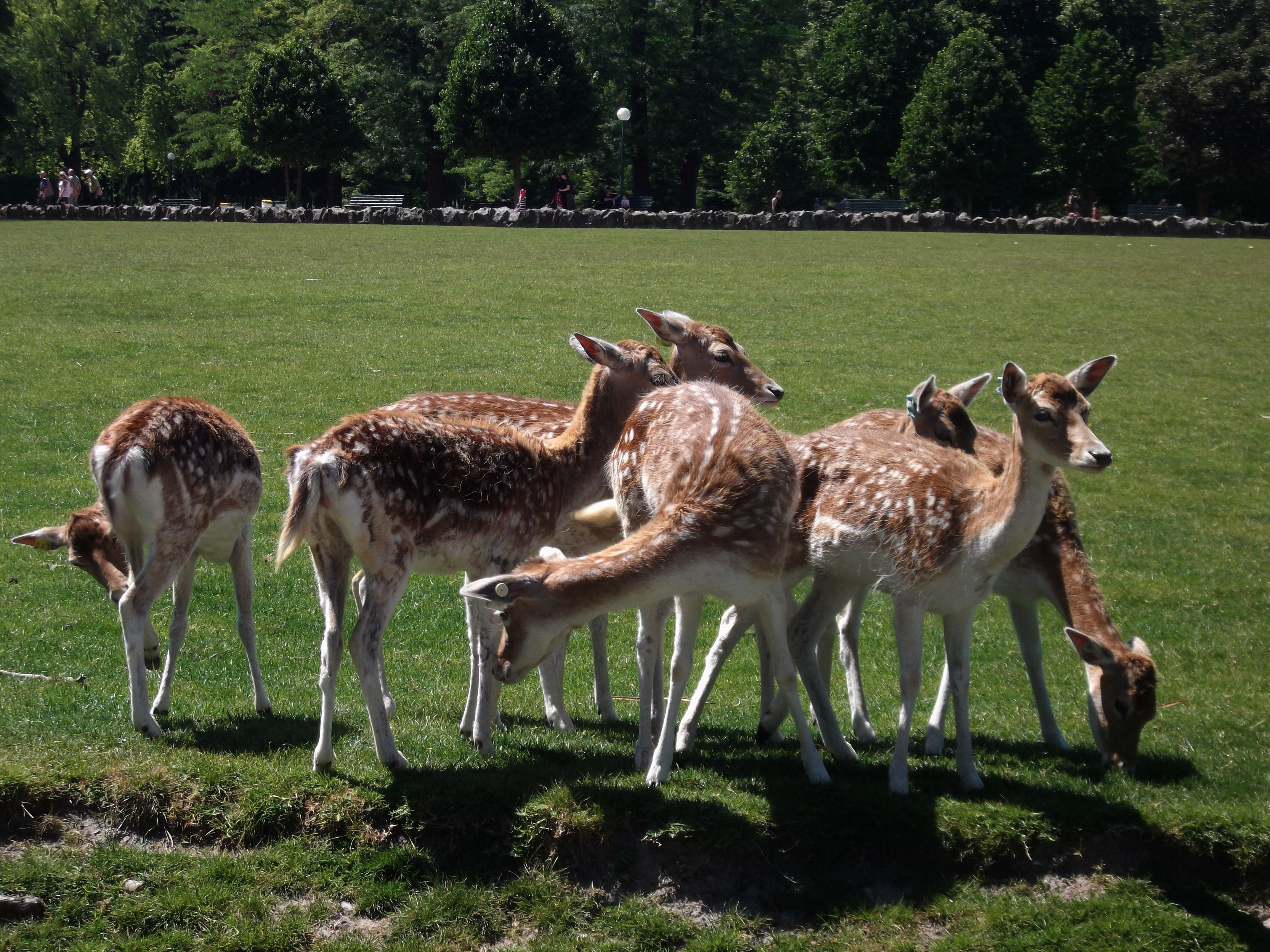
Gamos del parque de la Tête d'Or
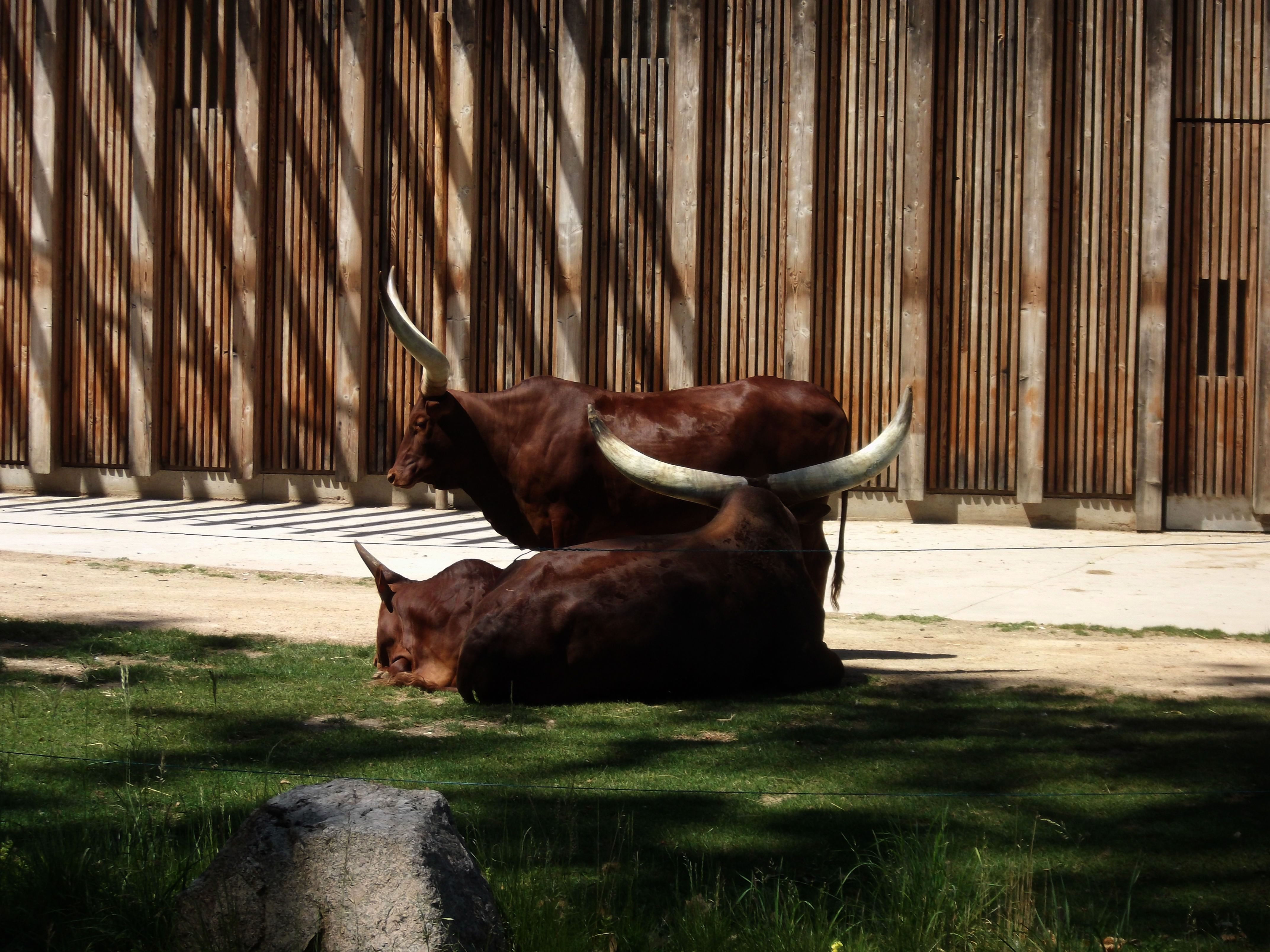
Buffalo del parque de la Tête d'Or
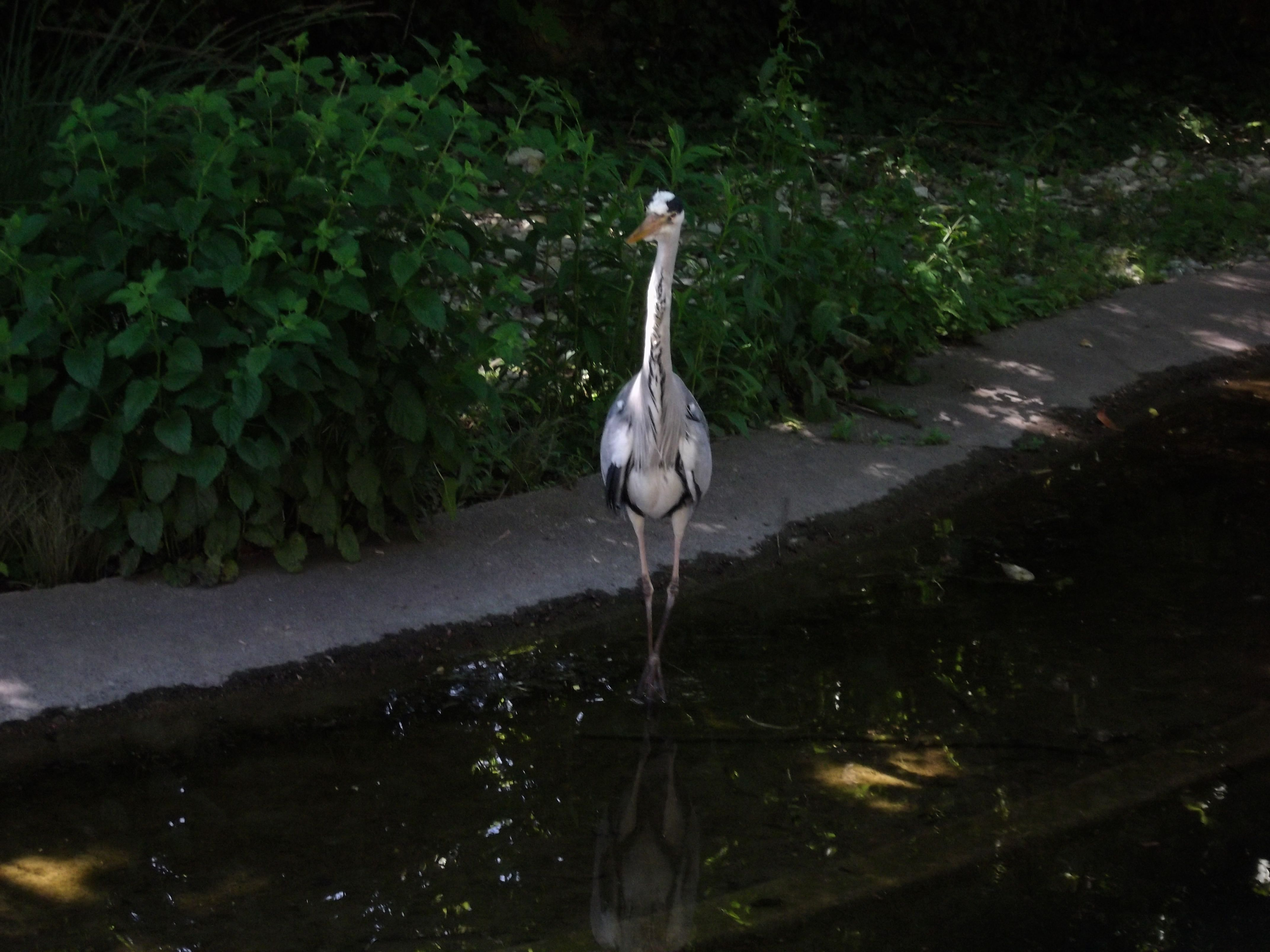
Garza del parque de la Tête d'Or
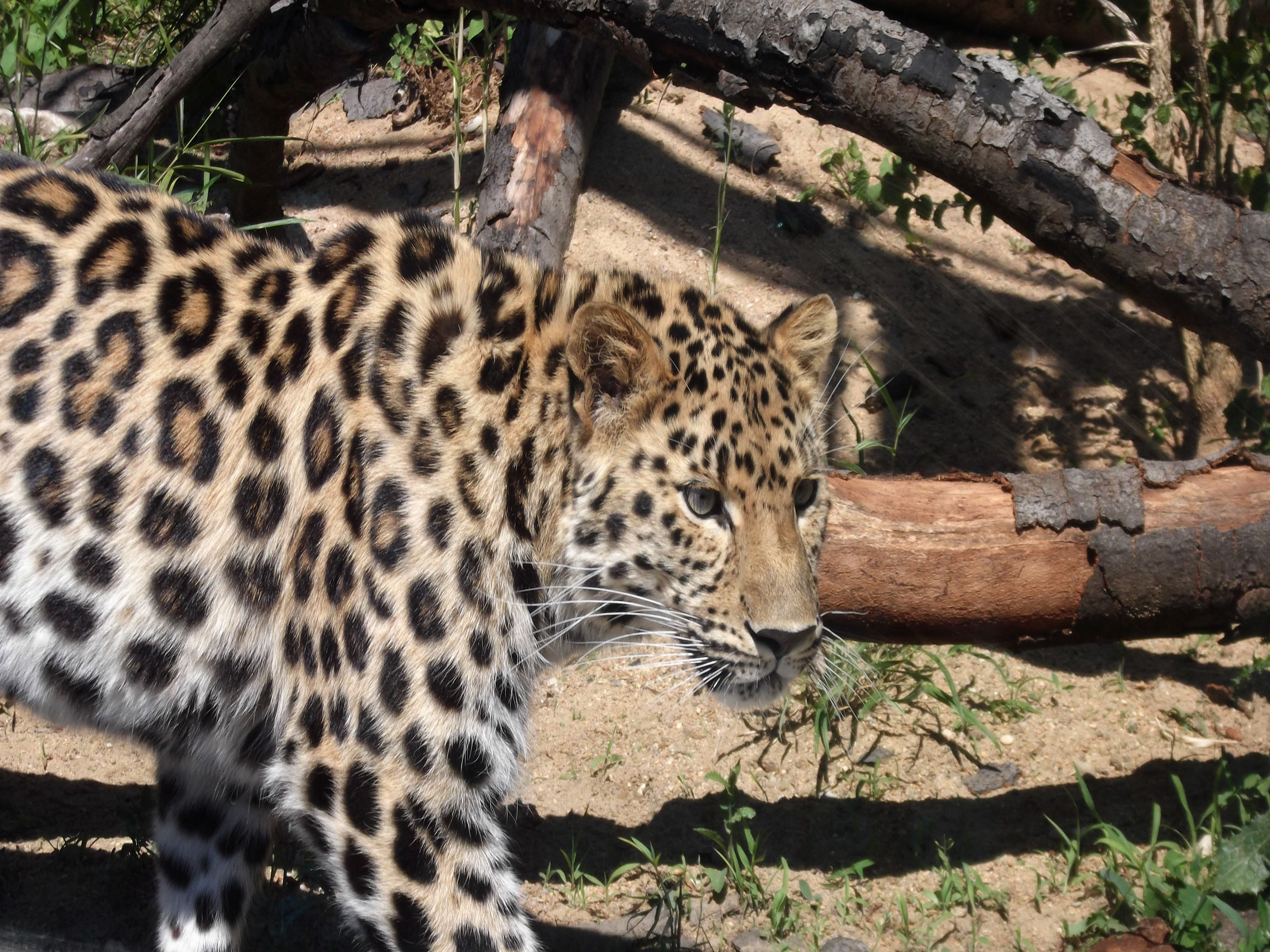
Leopardo del parque de la Tête d'Or
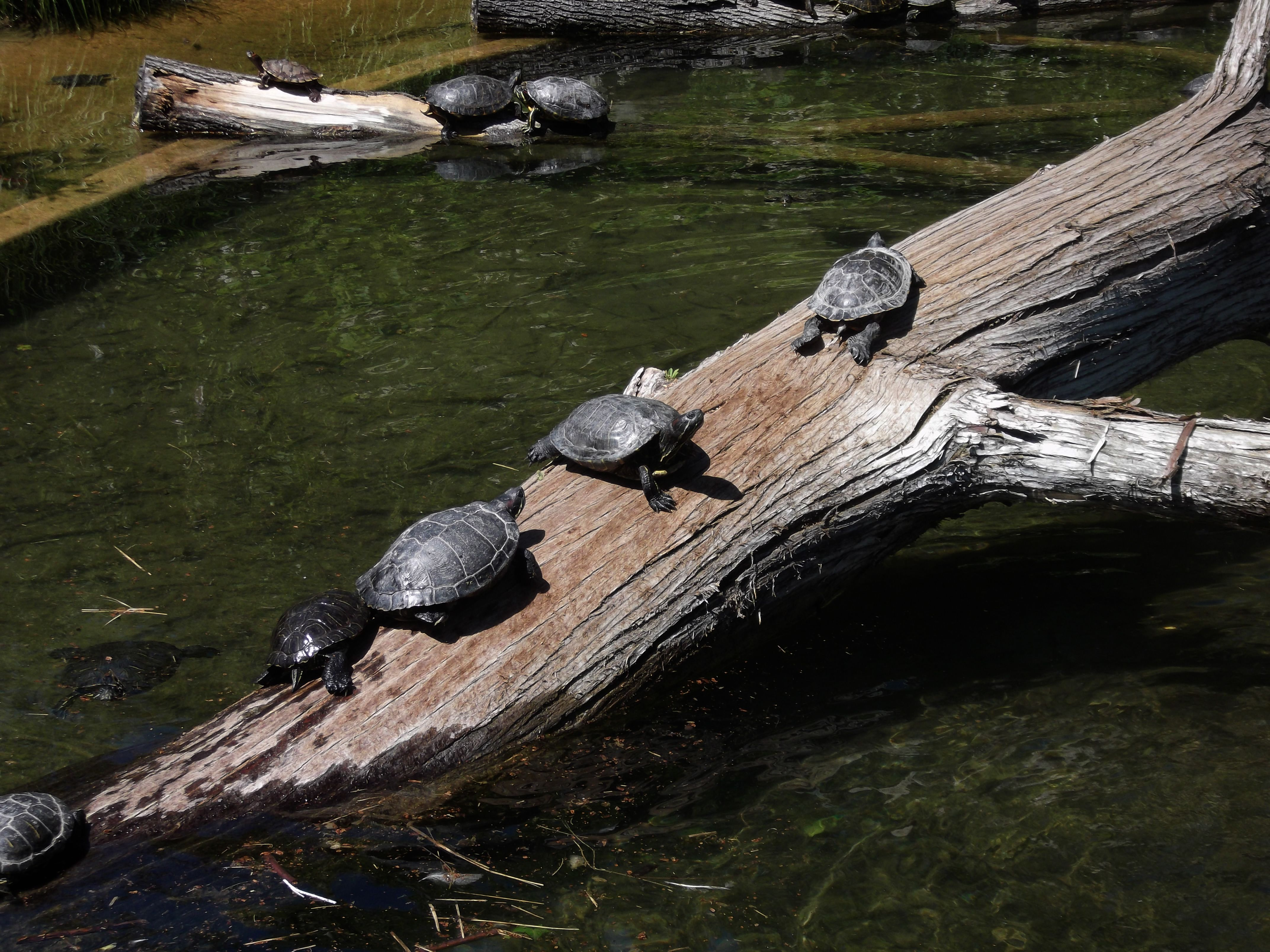
Tortugas del parque de la Tête d'Or
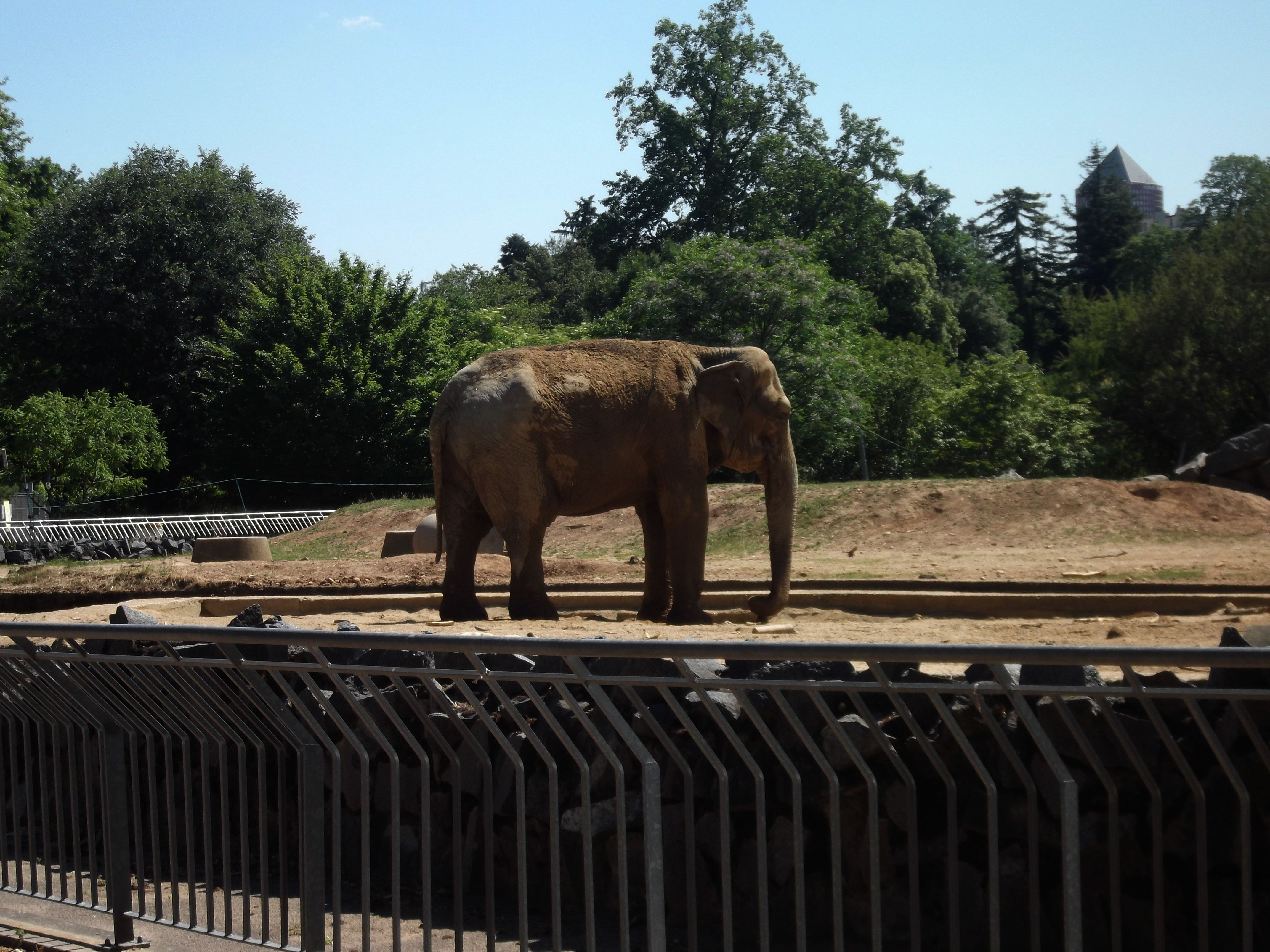
Elefantes del parque de la Tête d'Or

### Velódromo Georges-Préveral
El velódromo fue creado en 1894, con motivo de la exposición universal que tuvo lugar ese año en Lyon. Las carreras tienen lugar para exponer los últimos modelos de bicicletas. Sin embargo, en 1909, Édouard Herriot, entonces alcalde de Lyon, hizo votar la transformación del velódromo en terreno de juego, a fin de evitar grandes gastos necesarios para su rehabilitación. El velódromo sobrevivirá y finalmente será renovado en 1934.
Conocerá grandes momentos, como los campeonatos del mundo en 1989, durante el cual fue completamente rehabilitado. Jeannie Longo ganó allí dos títulos de campeón del mundo, la persecución y la carrera por puntos.
Tres clubes están instalados allí, y las competiciones se llevan a cabo periódicamente. Los campeonato de Rhône-Alpes de ciclismo en pista se organizan cada año.
Las escuelas de aglomeración sacan partido de esta infraestructura para hacer la iniciación y también utilizan el plato central,  acondicionada con una pista de atletismo y campo de deporte que permite la práctica del balonmano, del baloncesto y del voleibol, para los cursos de educación física.
La pista de hormigón con una longitud de 333,33 metros con curvas inclinadas de 43° max, está homologada por la Unión Ciclista Internacional (UCI) para organizar competiciones internacionales.
Algunos detalles del "Velódromo".

Detalles
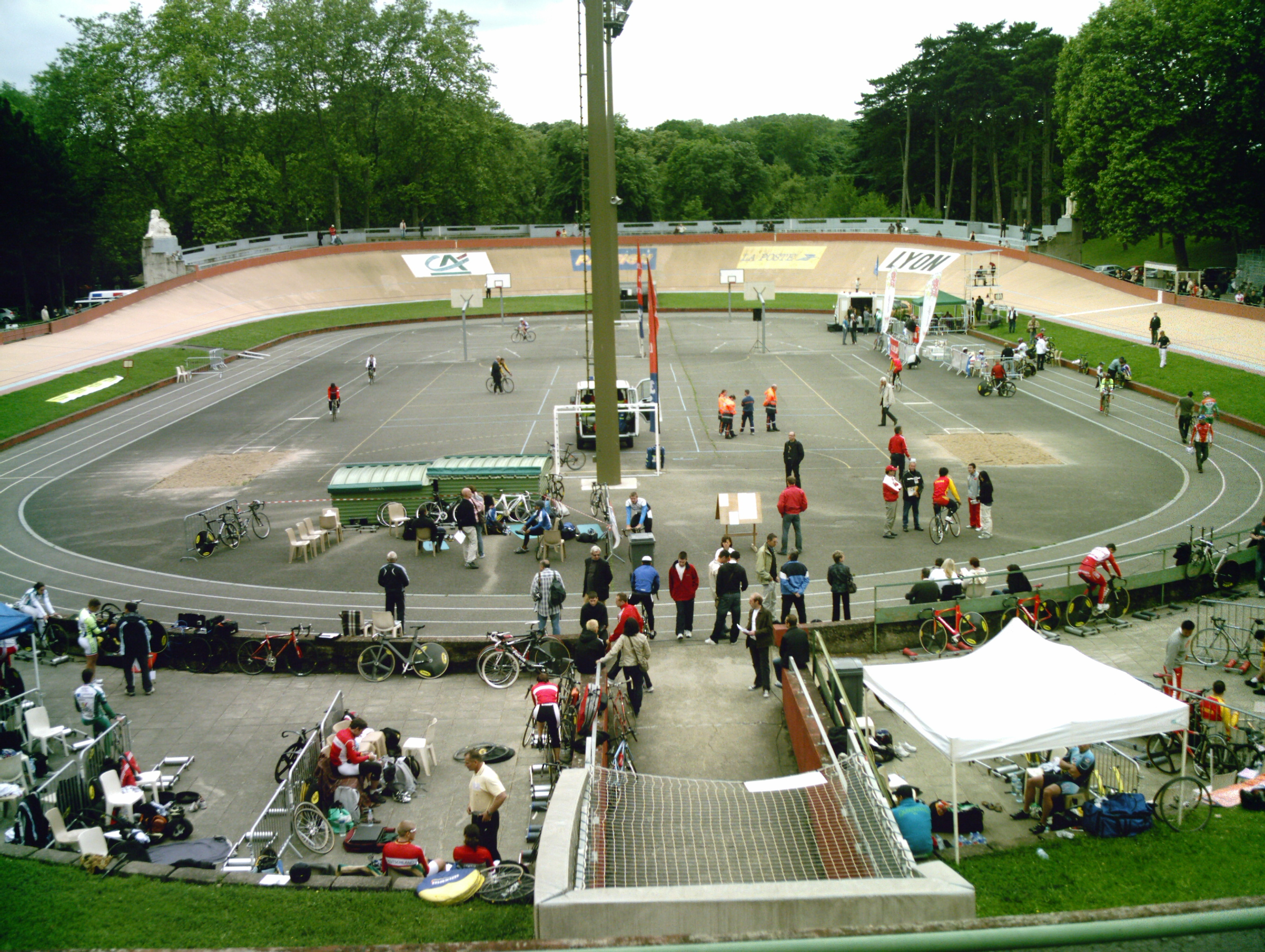
Vista del interior del velódromo
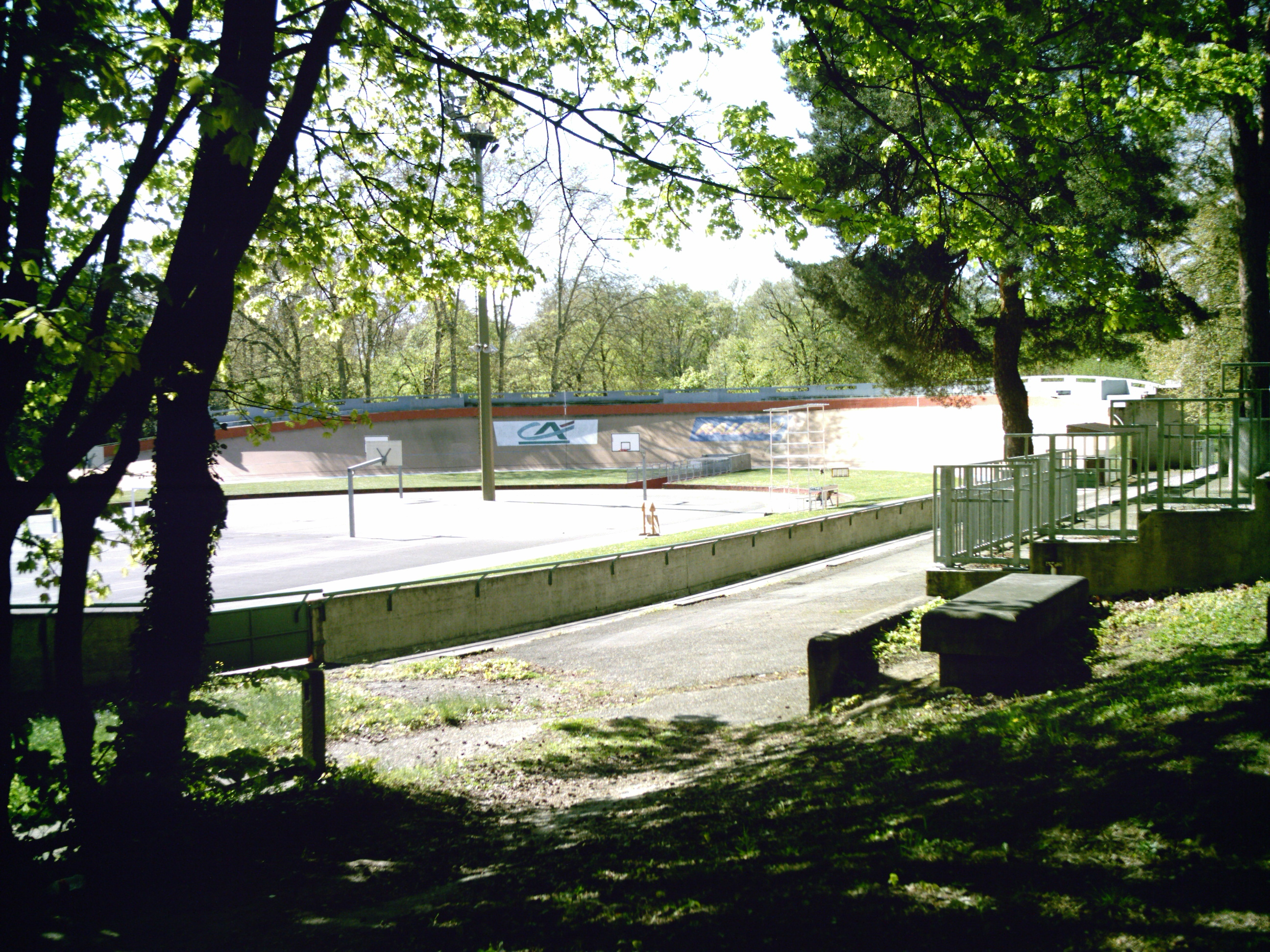
Vista exterior del velódromo
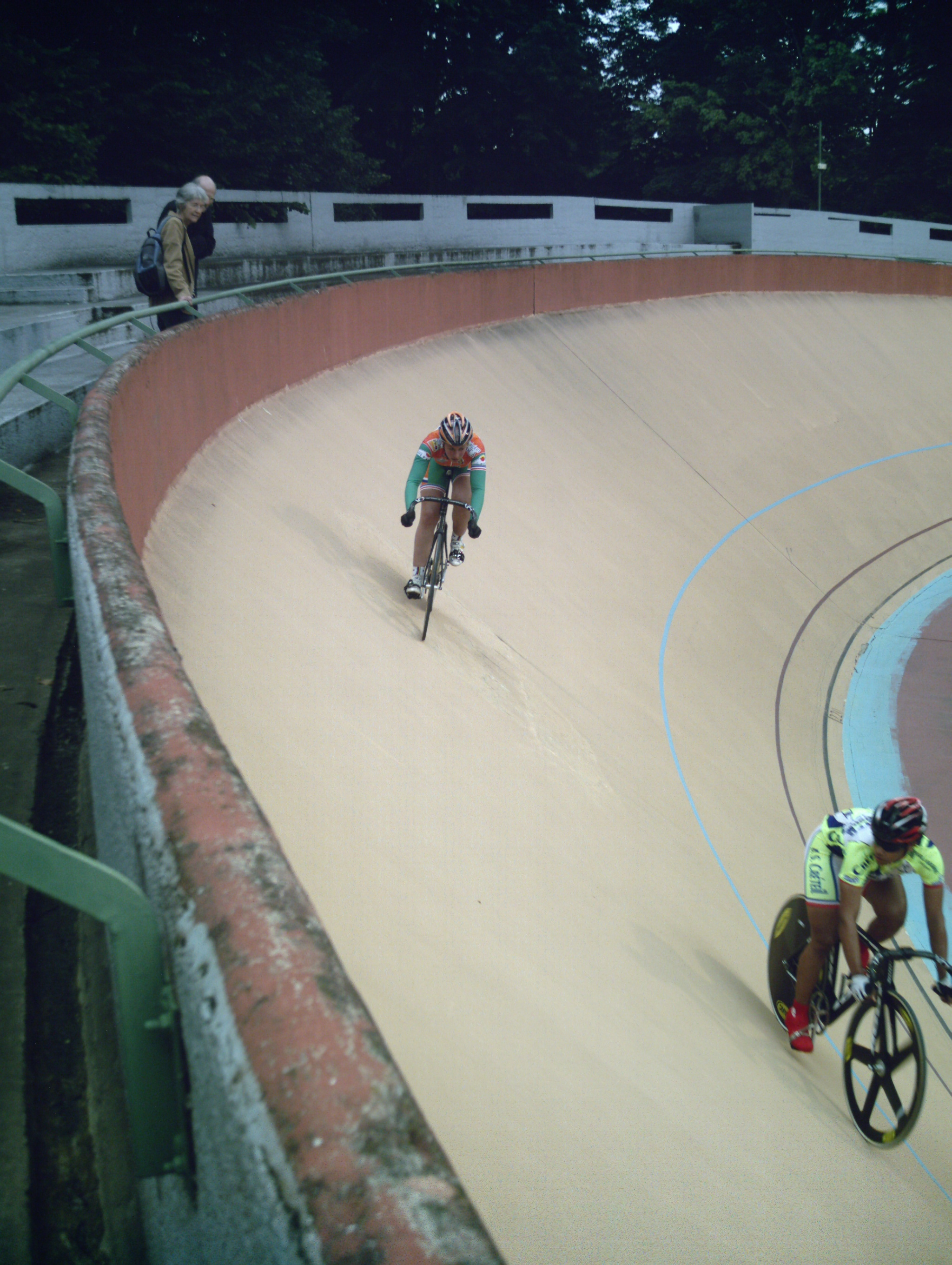
Las esquinas tienen una inclinación máxima de 43°

Algunas estatuas del "Velódromo".

Estatuas
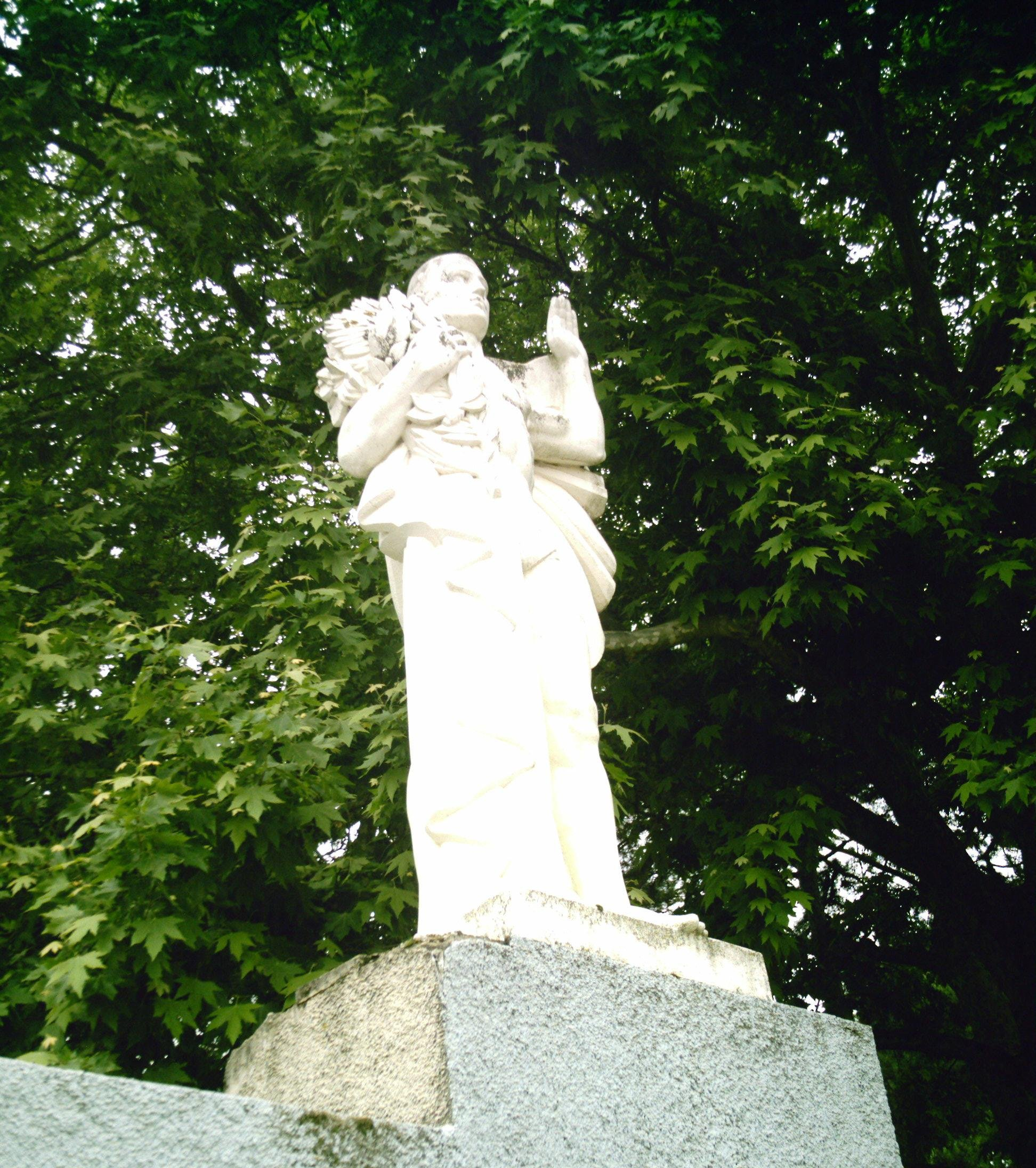
Una estatua del velódromo
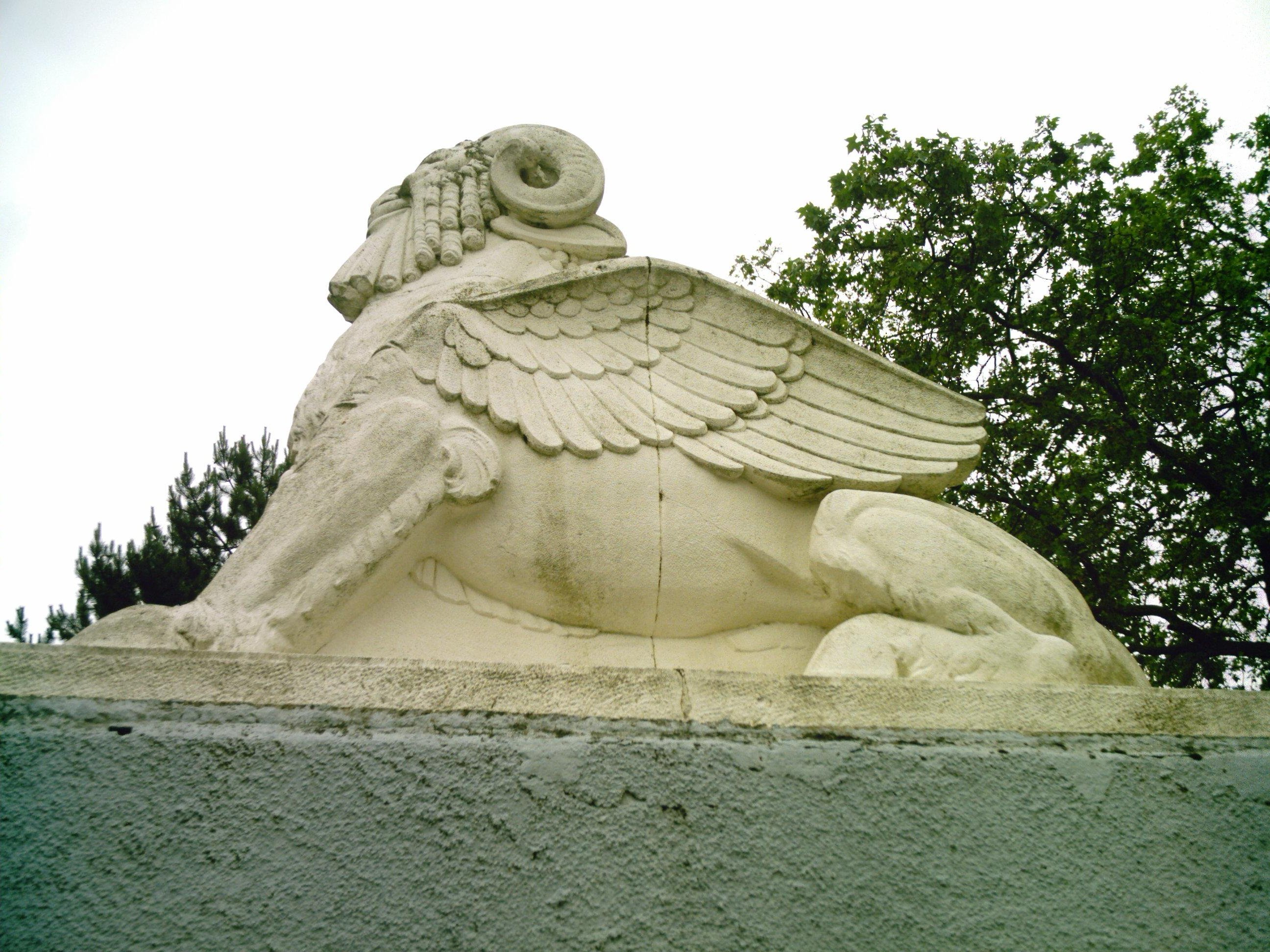
Una estatua del velódromo
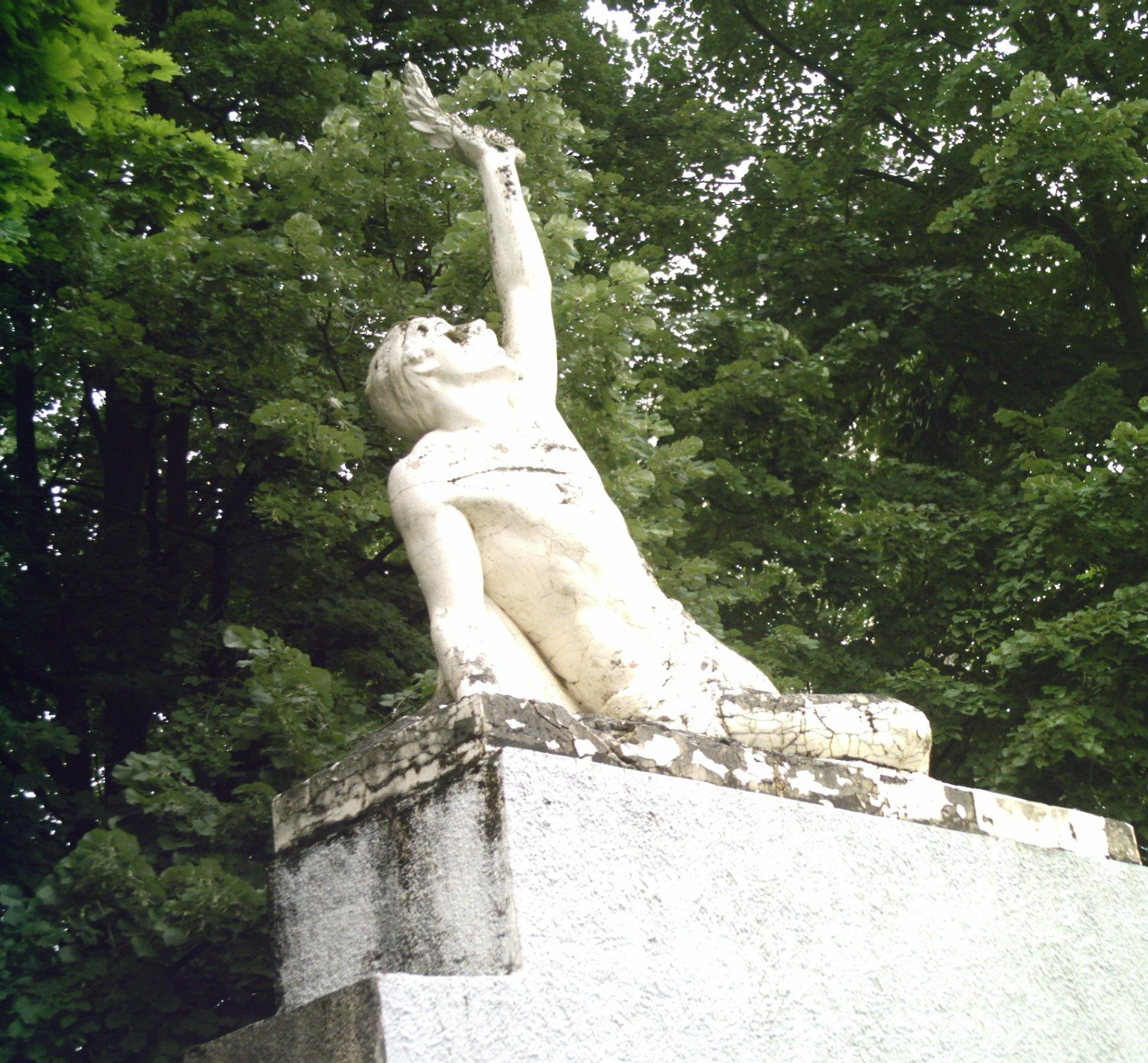
Una estatua del velódromo
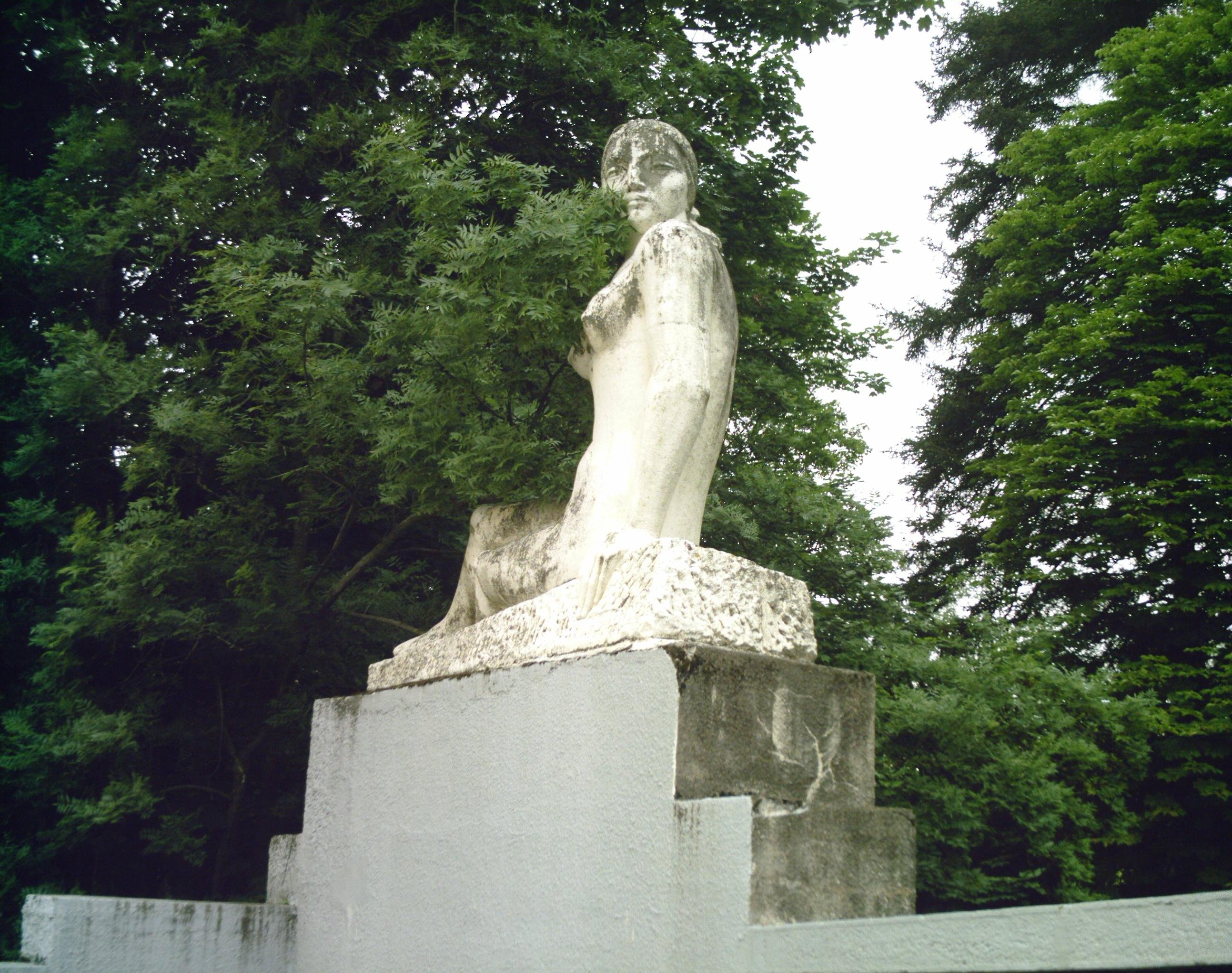
Una estatua del velódromo

### Rosaledas
Su origen está en la donación hecha en 1805 por Josephine de Beauharnais de una colección de sus rosas.
El parque cuenta con cuatro jardines de rosas :
- La colección de rosas silvestres del jardín botánico: un centenar de especies.
- El jardín de rosas "históricas", creado en 1980 sobre 1.600 m² en el jardín botánico con 570 variedades, y permite reconstruir la historia del cultivo de rosas.
- El jardín de rosas de estudio y de concurso, que tuvo lugar en la plaza del antiguo jardín de rosas: este jardín de rosas aloja nuevas variedades, y cada año, el jurado le otorga el premio de la rosa más hermosa de Francia.
- El nuevo jardín de rosas international se inauguró en 1964 compuesto por 60 mil rosas que representan las 320 variedades más comunes en Francia y en el extranjero. Este jardín se extiende por más de 5 hectáreas.

### Jardín Botánico de Lyon
Aproximadamente 15.000 plantas están en la lista, por lo que es uno de los jardines botánicos más ricos de Europa. Atrae a expertos de todo el mundo. (En el horario de apertura apropiado). 
Aparte, los invernaderos fuera del recinto, que cuenta con dos recintos contiguos: el Jardín Alpino, el Jardín Botánico. 
El público puede seguir las visitas guiadas gratuitas de lunes a viernes. 
Esta es una acción de animación realizado por la ciudad de Lyon y su servicio conservatorio botánico que se une a las visitas que se hacen en el Parque de Gerland.

### Invernaderos

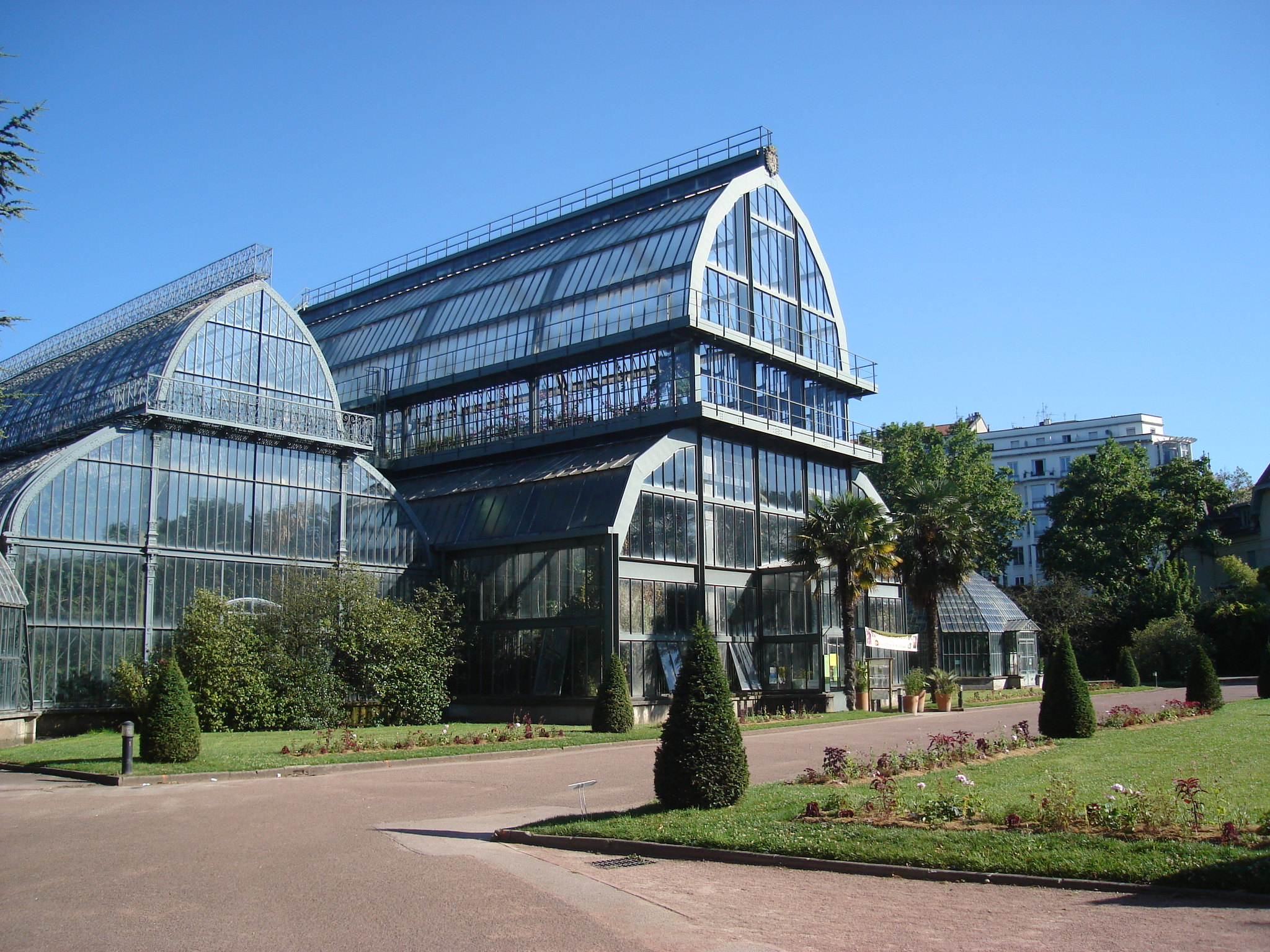
Los grandes invernaderos.

A pesar de su situación y sus zonas de acceso específicos, los invernaderos forman parte del jardín botánico en general. El invernadero de naranjas por el contratio, antiguo invernadero de piedra, ya no forma parte de este.  Primero los invernaderos eran de madera, pero estos resistían mal a la humedad del aire interior. Nuevos invernaderos fueron construidos en 1880 bajo la dirección de Gustavo Bonete. Se trata de edificios notables, y su arquitectura de hierro y vidrio es muy representativo del siglo XIX. 
- Fuera del recinto del jardín botánico
  - Invernaderos grandes (tres invernaderos apuntalados) con plantas tropicales (restaurado en 1970 y 1995).
  - Invernaderos pequeños con orquídeas y helechos.
  - Invernaderos fríos pequeños que albergan plantas de flores hortícolas.
  - Invernadero dedicado a la vegetación de Madagascar en 2008 con la etapa de establecimiento para el visitante (reproducción de laterita con grava).
- En el recinto del jardín botánico
  - Acuario de efecto invernadero con el famoso lirio de agua del Amazonas (Victoria regia) cuyas hojas alcanzan 1,50 m de diámetro.
  - Invernadero holandés con las plantas carnívoras.

Los invernaderos tienen una superficie total de 6.500 m², por lo que es la colección más grande de Francia, y ayuda a preservar unas 6.000 variedades de plantas.

### Otros lugares
- El monumento "A los hijos de Ródano defensores de la Patria", en conmemoración a los soldados muertos en la región de Rhône guerra franco-prusiana de 1870-1871 a la entrada del parque.
- La puerta de los Hijos del Rhône merece una visita. Tiene una puerta de hierro forjada muy bien hecha en el estilo del siglo XVIII, realizado en 1900-1901, en parte cubierta con pan de oro. Se abre a una amplia perspectiva sobre el parque. Frente, en lugar del general Leclerc, se encuentra el monumento de "Enfants du Rhone" del escultor Pagny (1887), mostrando Francia, pidiendo venganza, los ojos clavados en la frontera oriental. Originalmente, el parque no estaba cerrado, y ese es al final del siglo XIX cuando se agregaron las rejillas de las entradas del parque.
- La puerta del Liceo, Verguin Avenue.
- Escultura "El Centauro y la vida silvestre," bronceado Courtet (1849), situada cerca de la puerta de los Niños del Ródano.
- Escultura "Juntos por la Paz y la Justicia", en la composición de bronce, producido por Xavier de la Fraissinette. Instalado en 1996 en la ocasión del G7.El gran paseo por el patio del parque ilustra perfectamente el arte de feria en todo su esplendor. Data de 1895. "El Limonaire" es un verdadero órgano de tarjetas perforadas 51 tecla Gavioli 1908. Todas las figuras sobres las cuales los niños se sientan, se han terminado y pintado a mano.
- El invernadero de naranjas. Fue trasladado piedra a piedra desde el emplazamiento del antiguo jardín botánico en la Croix-Rousse para ser reconstruido en el parque. Alberga exposiciones sobre todos los temas posibles (artísticos o no artísticos) realizados por individuos o grupos.
- La granja Lambert es aún visible hoy en día como en el momento de la construcción del parque.
- El palomar.

## Otra Información

### Los árboles

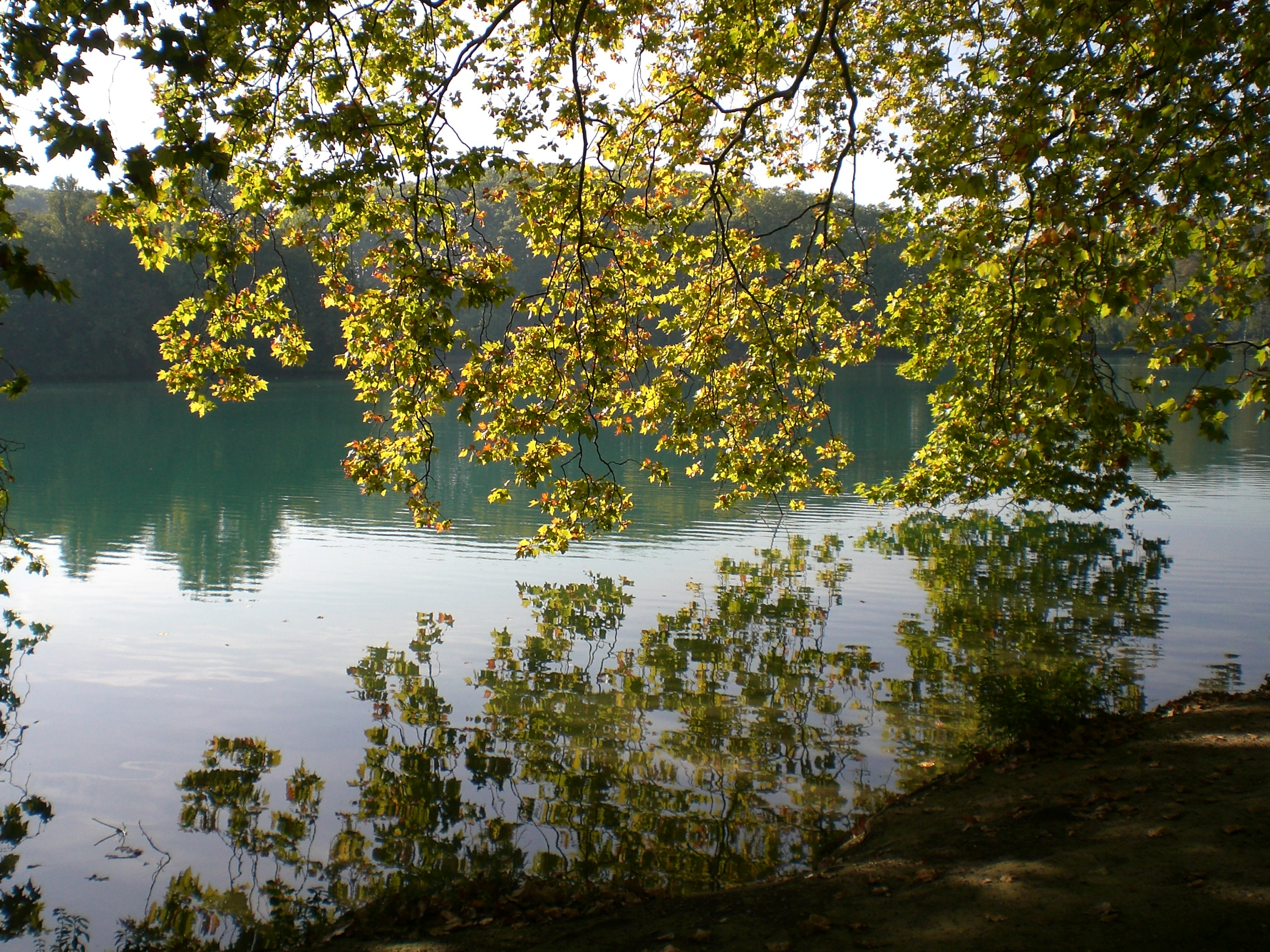
Reflexión de un árbol que forma parte del lago

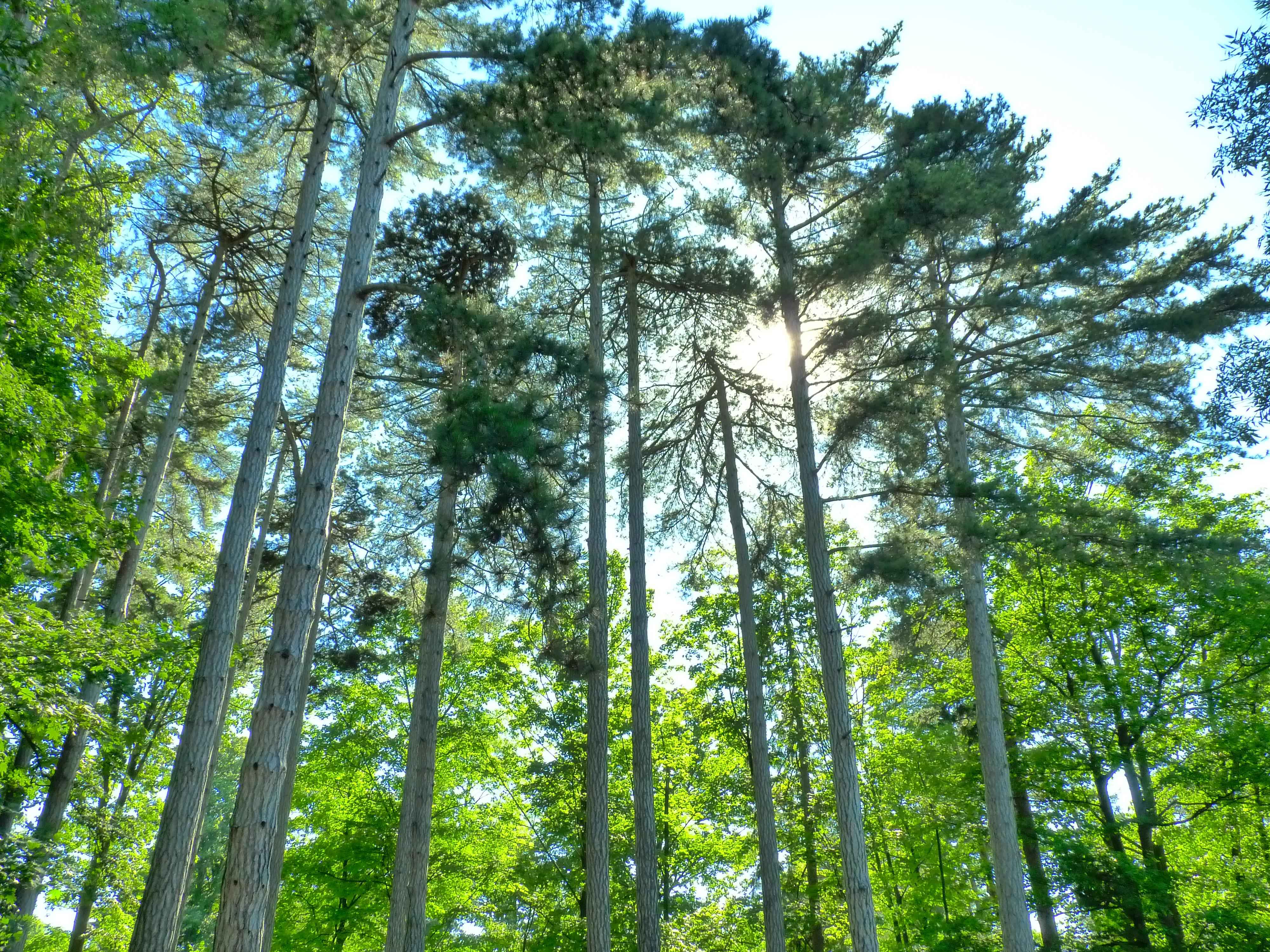
Los árboles en el Parque de la Tête d'Or

El parque cuenta con más de 8800 árboles, incluyendo 36.5% de madera blanda, madera dura 61,0%, 2,5%  especies raras. Algunos son remarcables: nos encontramos en particular con plataneras que alcanzar 40 metros de altura, los cedros del Líbano, los árboles de tulipán, el ginkgo biloba, el ciprés calvo y sequoias gigantes. Para promover este patrimonio natural, una guía-paseo  de los árboles de gran belleza ha sido especialmente editado; está disponible en la entrada del parque.

### Algunas cifras
- 170 m de altitud
- Temperatura media anual: 11.4 °C
- La temperatura media en enero: 2.4 °C
- Temperatura media julio: 20.6 °C
- Precipitaciones: 828 mm por año
- 62 días de heladas al año
- Más de 3 millones de visitantes al año
- Hasta 65 000 visitantes en días de gran afluencia

### Acceso
Horario de apertura:
- 6:30 a. m. a 20:30 para el periodo comprendido entre el 10 15 hasta 04 14;
- 6:30 a. m. a 22:30 para el período comprendido entre abril 15 hasta 10 14.

Nota: hay horarios especiales para el Jardín Botánico y el zoológico.
Entrada libre y gratuita para todo el parque, incluyendo el zoológico, pero no el público no suele acceder la velódromo.
Excepto en la puerta del nuevo jardín de rosas, en la puerta de la plaza de la Cité Internationale, excepto para el acceso a la isla del jardín alpino y La Isla de los Recuerdo, la circulación de las personas con discapacidad se proporciona en por todo el parque. (Incluyendo invernaderos, jardín botánico y zoológico). Hay un acceso para su coche o minibús en un parking de estacionamiento interior cerca del restaurante del lago, cerca de la puerta abóvedada de Villeurbanne. (El estacionamiento está permitido en este parque en el período de comida exclusivamente para los clientes del restaurante que pidan comida.)
Hay también un acceso a través de esa puerta bajo la bóveda para los autobuses que se une a su propia zona de aparcamiento, al lado de los juegos de bolos. Para estos grupos, está disponible un pradera para hacer picnics para concentraciones.
Las bicicletas pueden circular por las grandes entradas de vehículos, desde el año 2009, en línea con la implantación del sistema de alquiler de bicicletas Vélo'v. (Los períodos de licencia en el día fluctuaron en la historia del parque).
Los patinadores son "tolerados" por limitarse a la zona norte, a la zona de los derechos humanos.
Los carros de ponis para niños se sitúan Las Maderas. Para la memoria queda la circulación autorizada de caballeros montados a caballos en las grandes avenidas del parque que terminó en la década de 1970: los acaballaderos estaban ubicados en el distrito de La Doua al otro lado de la vía del tren, en Villeurbanne.
Nota: Originalmente, el parque estaba abierto a los automóviles, pero los accidentes eran frecuentes. Para identificar mejor el vehículo en cuestión, se decidió en 1891 numerar los coches, pidiendo a los propietarios que escribieran el número de manera legible en su coche. Este es el primer sistema de registro en el mundo.

### Tiendas y servicios
El parque tiene capacidad para espacios comerciales y de servicios: Teatro Guignol, un estanque con barcos para niños llamado Le petit Lac, un pequeño tren turístico de hierro alrededor del velódromo, un pequeño tren de neumáticos llamado "lagarto", un mini- Golf, una zona de paseo para los potros de cuidado infantil, una bolera, quiosco de patos de pesca, dos tiovivos, un puerto de hidropedales, dos restaurantes y dos chiringuitos y otros de crepes y gofres, algodón de azúcar, y confitería.

## Parque de la Tête d'Or en la pantalla
El parque de la Tête d'Or ha sevido de decoración en varias películas y series para latelevisión:
- El relojero de St. Paul (1974), una película de Bertrand Tavernier.
- Con suerte, se va (2000), una película de Claude Mouriéras.
- Jean Moulin (2001) película de TV 's Yves Boisset.
- Piense otra vez (2007), una película de Bruno Dega.
- Para una mujer (2012), una película de Diane Kurys.